# 三菱・ランサー
ランサー (LANCER) は、三菱自動車工業が生産・販売している普通自動車である。現在は海外専売車種である。日本では2010年まで販売された。
本項ではランサーシリーズの基本形となるセダンを中心に、以下のモデルについても記述する。
- ランサーEX
- 東南汽車・V3菱悦/リオンセル(5代目の中国現地生産車)
- ランサーセディア
  - ランサーセディアワゴン/ランサーワゴン（2代目）
- ランサーフォルティス(7代目の台湾等海外仕様車)
- ランサーイオ
- グランドランサー

※ベースモデル世代順
以下のモデルは個別記事を参照。
- ランサーセレステ
- ランサーフィオーレ/ランサーワゴン（初代）
- ランサーバン/ランサーカーゴ
- ランサーエボリューション
- 7代目の日本仕様車(エボⅩ除く)→三菱・ギャランフォルティス

## 概要
コルト1200の販売終了によって空白となっていたラインナップの穴を埋めるべく、1973年に登場した。ボディタイプはセダンを主体とし、世代によってはハッチバック、ステーションワゴンも存在した。
初代と2代目（ランサーEX）はFRであったが、ランサーEXの登場からほどなくして、ミラージュをベースとしたFFの派生車種「ランサーフィオーレ」が登場する。ランサーEXとフィオーレは併売されていたが、ランサーシリーズの主力は次第にフィオーレへとシフトし、両者の統合後継車となる3代目ランサーもまた、フィオーレと同様にミラージュをベースとしたFF車となった。ミラージュとの姉妹車の関係は5代目まで続くこととなる。
一方でモータースポーツにおいては、特にラリーを中心として初代から積極的に参戦してきた車種でもあり、「走行性能に優れた小型車」というイメージを付加することに成功した。あわせて世界的な競技参加実績により、海外輸出・生産でも、三菱自動車のスモールセダンの主体を成す車種であった。

## 初代 A70/A140系（1973年 - 1979年）
初代ランサーバンの詳細についてはランサーカーゴの項を参照
1973年2月
初代発売。
- 駆動方式はFR。登場時のボディタイプは4ドアセダンと2ドアセダンの2種類のみ。
- エンジンは1,200 cc (OHV、ネプチューン・4G42)、1,400 cc (SOHC、サターン・4G33)、1,600 cc (SOHC、サターン・4G32) を用意。
- グレードは1200STD (2ドア)、1200EL (2/4ドア)、1200/1400GL (2/4ドア)、1400SL (2/4ドア)、1600GSL (2ドア)。
- フロントエンブレムは「槍騎兵」から取った車名に合わせて、馬とスリーダイヤモンドをあしらったものが採用された。

1973年9月
一部変更
- ラリー競技車両ベースとなる、ホットモデルの2ドア1600GSRを追加。三国ソレックス製ツインキャブを用いた1,600 cc (SOHC、サターン・4G32) エンジンを搭載する。これによって1600GSLは4ドア化。4ドア1400GLオートマチック、2/4ドア1400SL-5 (5速MT) を追加。
- 既存モデルはリアガーニッシュの追加。
- 5ドアライトバン追加 (この型のバンはマイナーチェンジ・排出ガス対策を行い1985年2月まで継続生産)。

1974年10月
マイナーチェンジ。
- セダンのリヤのテールランプは縦型からアルファベットのL字型に変更。
- リアのナンバープレートをテールランプ中央からバンパーの下に移設。

1975年2月
一部変更
- クーペバージョンのセレステが追加される。

1975年11月
51年排出ガス規制適合。これによりボンネットに「MCA」 (Mitsubishi Clean Air) のマークが付く。
1976年11月
マイナーチェンジ。
- フロントグリルのデザイン変更に伴い、一部グレードでフォグランプを廃止。フロントサイドターンシグナルランプは横型から縦型に、テールランプはL字型から横型にそれぞれ変更。リアのナンバープレートもテールランプ中央に戻される。
- バンを除く1,200 ccモデルのエンジンがSOHCの4G36 (サターン) に換装され、セダンモデルの2ドア「1200STD」が一旦廃止。
- 2ドア/4ドア「1200EL」が155SR13ラジアルタイヤ・AMラジオ・サイドプロテクションモールなどを標準装備したお買い得グレードの2ドア/4ドア「1200ポピュレール」に差し替えとなる。

1977年7月
一部変更
- 1,400 cc、およびバンを除く1,200 ccのエンジンがそれぞれ「オリオンエンジン」 (前者がG12B、後者がG11B。いずれもSOHC) に換装され、更に1600GSRを除く1,600 ccがサイレントシャフト付のG32B (SOHC、サターン80) に換装。
- 1600GSR以外全車53年排出ガス規制適合および「MCA-JET」に対応。
- 2ドア/4ドア「1200ポピュレール」は155SR13ラジアルタイヤから5.60-13バイアスタイヤに格下げとなり、2ドア「1200STD」が復活。

1978年3月
一部変更
- 4ドア1600はバンパー大型化に伴いフロントグリルのフォグランプが復活。
- 4ドア「GLエクストラ」追加。
- 三菱ディーラーがカープラザを設立、従来の店舗がギャラン店となったため、ランサーはギャラン店専売車種となる。

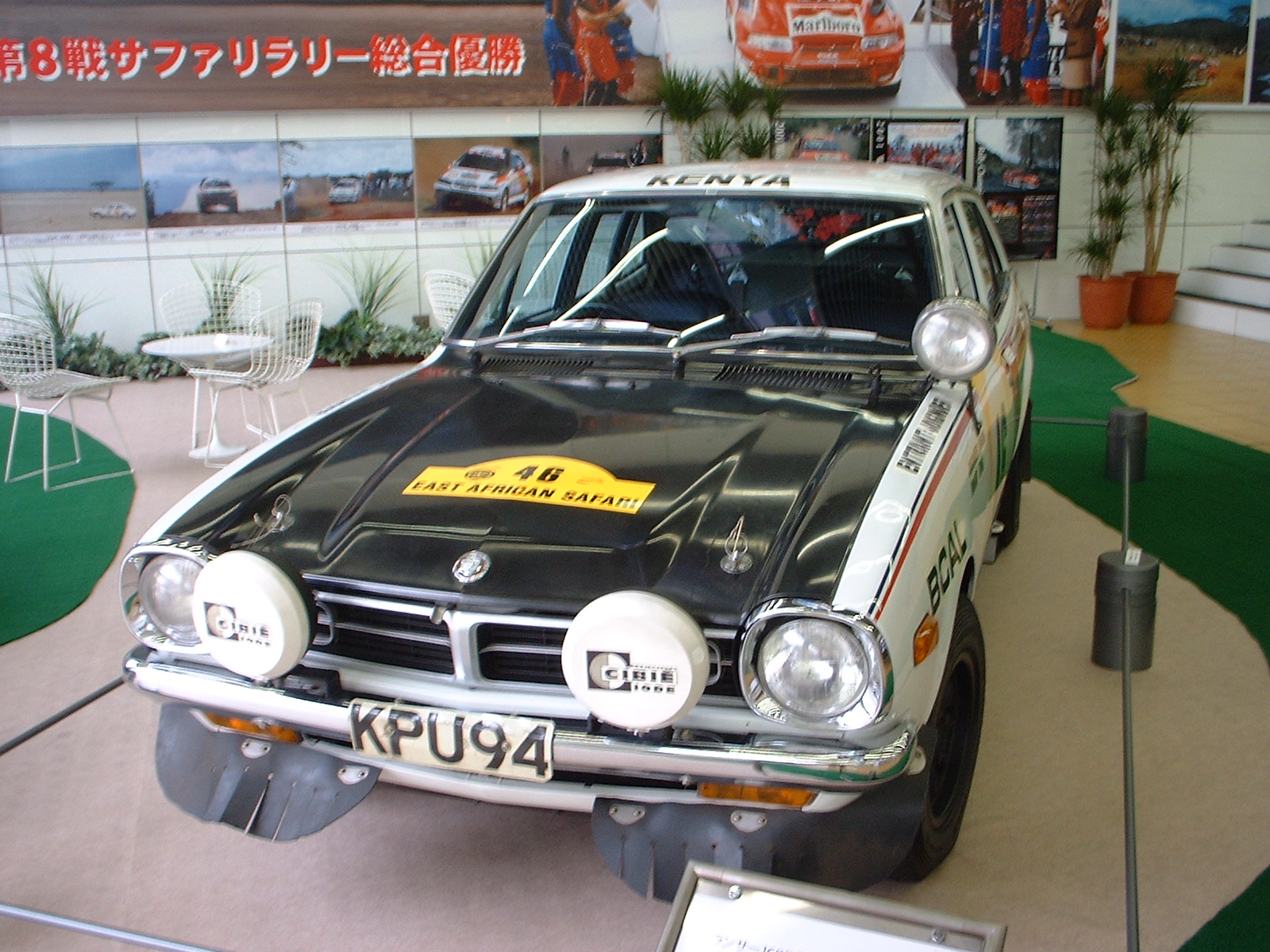
4ドア 1600GSRラリーカー
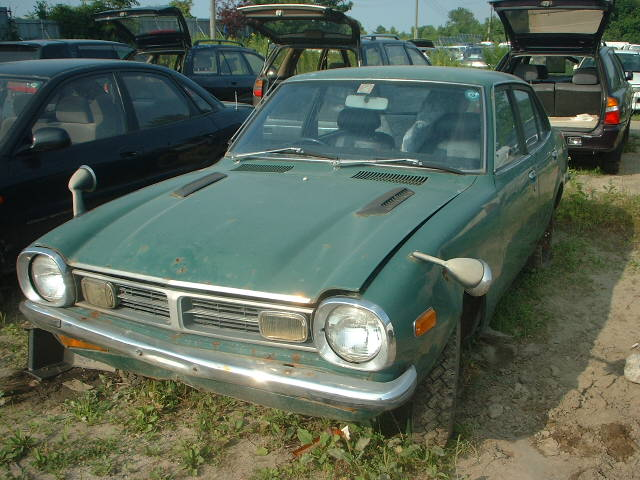
1400GL

## 2代目 A170系（1979年 - 1987年）
2代目はランサーEX（LANCER EX）として登場。イタリア人デザイナーのアルド・セッサーノがスタイリングデザインに関与している。ターボエンジン搭載モデルのランサーターボは特にランタボという愛称で親しまれた。
1979年3月
フルモデルチェンジボディサイズが先代より大きくなり、車名もランサーEXとなる。4ドアセダンのみの設定。
搭載エンジンは1200/1400/1600/1800 SOHCと1800 SOHCターボ/輸出仕様のみ2000 SOHCターボ。駆動方式は初代を継承してFR。初代モデルの曲線を多用する構成に対し、直線を基調とした物へと変わった。デビュー当初は「ミニ・ギャランΣ、ミニ・エテルナΣ」とも呼ばれた。ギャランΣ/Λ、エテルナΣ/Λ用のものを縮小化したシャーシが用いられていた。エンジンは当初、1,600 cc (サターン80、G32B) と1,400 cc (オリオンエンジン、G12B) の2タイプが用意。サスペンション形式はフロントが旧モデルと同じストラット式だがリアはリーフリジッドから4リンクコイル式リジッドへと変更された。トランスミッションは4速及び5速MTで、1,600 cc車のみに3速のATを設定。またブレーキも全車サーボ付のフロントディスクが標準で付き、最上級グレードには4輪ディスクが奢られた。
1980年2月
1,800 cc (シリウス80、G62B) が追加。5速MTと3速ATが用意され、同時に1,400 ccにも3速ATが追加された。
1980年10月
ボルドーおよびシャンパーニュの車体色にブラック塗装のルーフを組み合わせツートーンカラーとした特別仕様車「ニナ・リッチデザイン」を発売。

1981年4月
欧州向けとして2,000 cc のターボモデルを販売。ECIが装着され、更にターボで武装された4G63型エンジンは170馬力を発生させた。
日本では排出ガス規制の問題があって正規販売されなかったが、53台が並行輸入という形で日本に輸入された記録が残っている。
1981年5月
マイナーチェンジ。リアガーニッシュ追加、テールランプのデザイン変更。また、初代モデルの生産終了から2年ぶりに1,200 cc (オリオンエンジン、G11B) が復活。
1981年11月
1800ターボ (G62型ターボエンジン) が追加。5速MTのみの設定でトランスミッションや足回り関係がすべて強化されている。俗に「ランタボ」と呼ばれるモデルであるが、この当時インタークーラーは付いていない。なお、従来の1800モデルはカタログ落ちとなる。
1982年8月
世界ラリー選手権(WRC)1000湖ラリーにて、ランサーEX2000ターボラリーカーがペンティ・アイリッカラのドライブにより3位入賞、ランサーEX2000ターボラリーカーは電子制御燃料噴射装置を初めてWRCに持ち込んだ車だった。
同年、カープラザ店にはトレディアが登場するが、販売台数の関係により、ランサーEXはギャラン店専売として販売を継続。
1983年11月
マイナーチェンジ。フロントグリル変更、ECIシステムを一新し、1800GSRターボおよび1800GTターボに搭載されるエンジンを空冷式インタークーラー付きに変更。ステアリングギヤレシオの変更などの他、足回り、ブレーキ系統が更に強化され、ボディのスポット溶接点数も増やされたヨーロッパ向けシャシーを採用。ターボ車はバンパ一体式大型エアダムやドアミラー等、EC仕様の2000ターボ (当時の日本の排出ガス基準により、日本国外への輸出車専用だった) に準じた外観となる。
1800GSLターボを追加。このグレードでは電動リモコンフェンダーミラー、AM/FMカセットステレオ、オレンジ色のストライプが入ったサイドプロテクトモールなどが標準装備となり、エンジンはインタークーラ無しターボで、トランスミッションは5速MTと3速AT車から選択可能。
2000 cc モデルが再び廃止された。
1987年10月
3代目の登場を待たず、ランサーフィオーレに吸収される形で国内販売中止。ミラージュとプラットフォームを共有しないFRのランサーはこの代が最後となった。

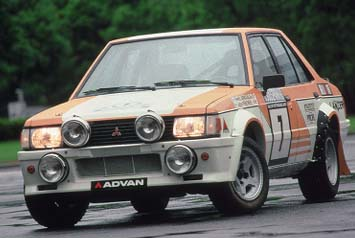
WRC・1000湖ラリー参加車両

## 3代目 C60/C70系（1988年 - 1991年）

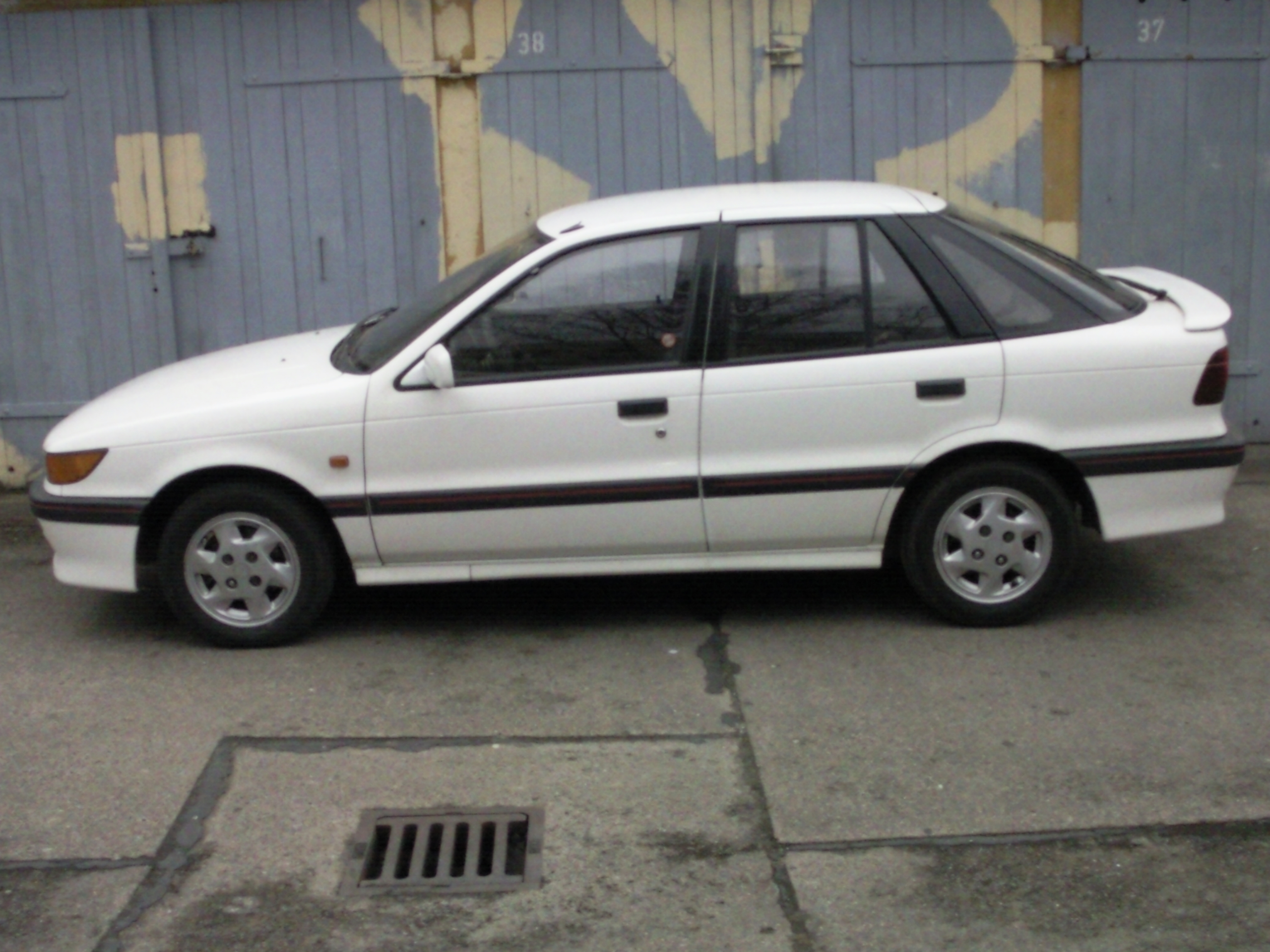
サイド
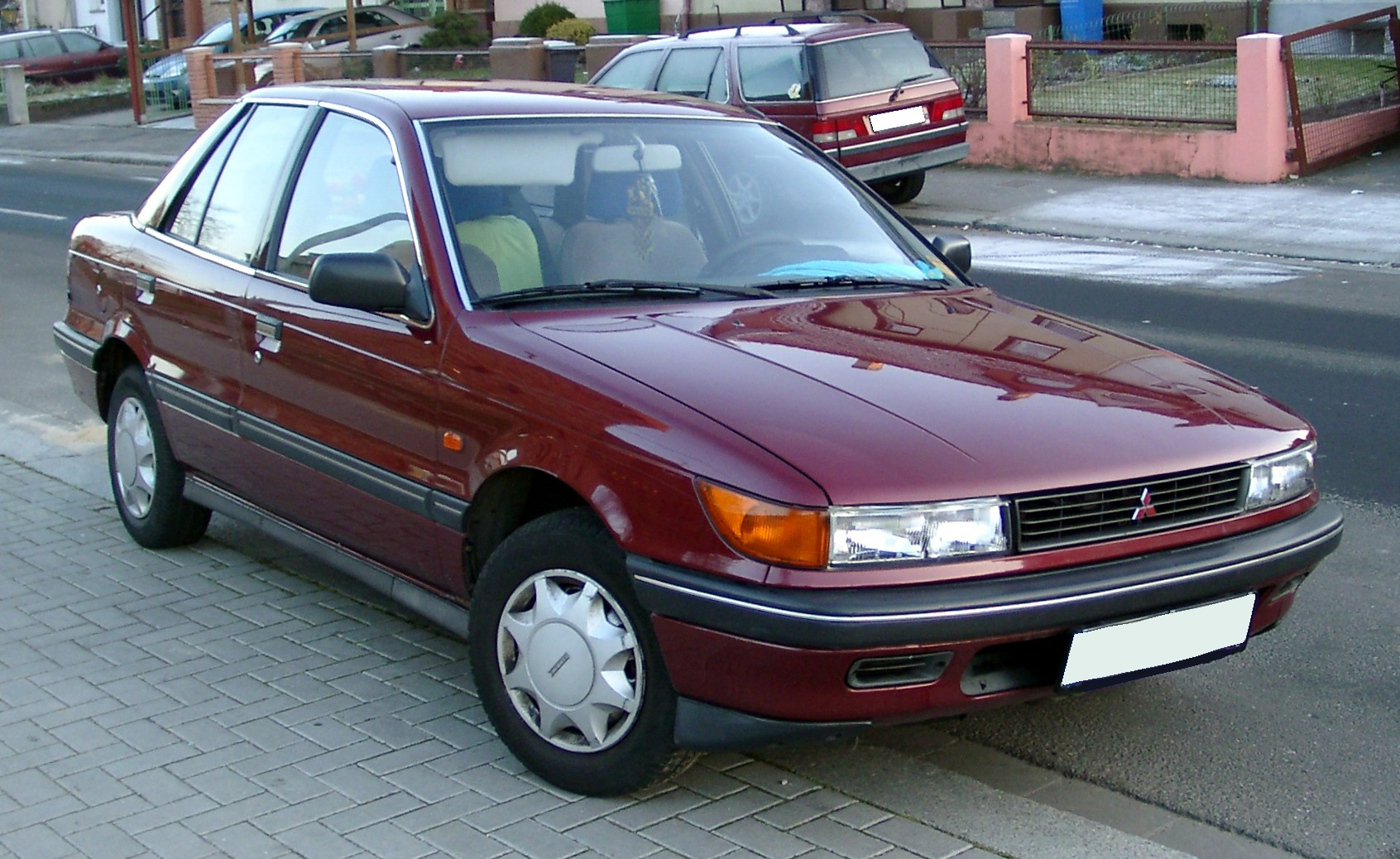
輸出仕様
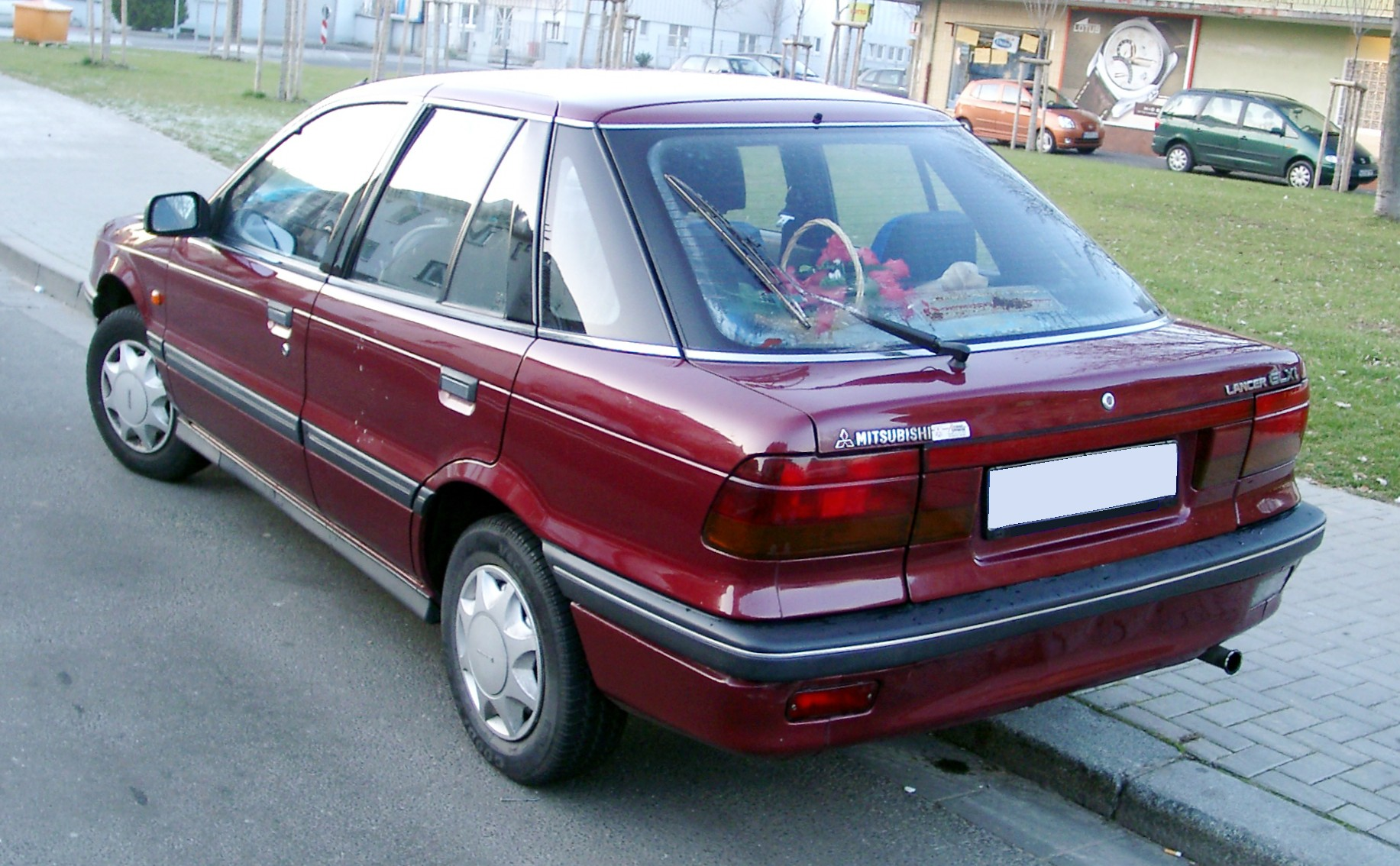
輸出仕様 (リア)

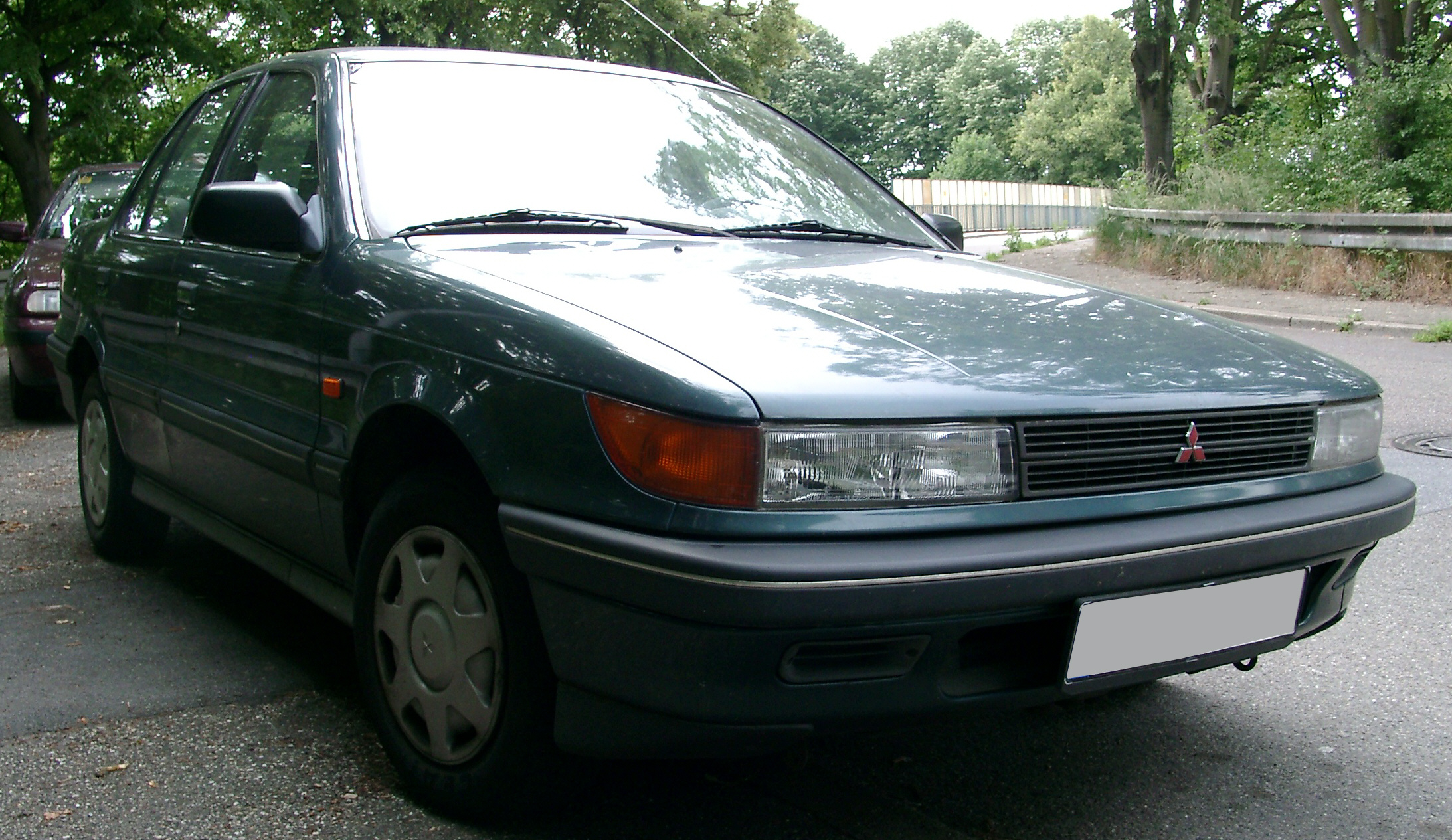
輸出仕様4ドア
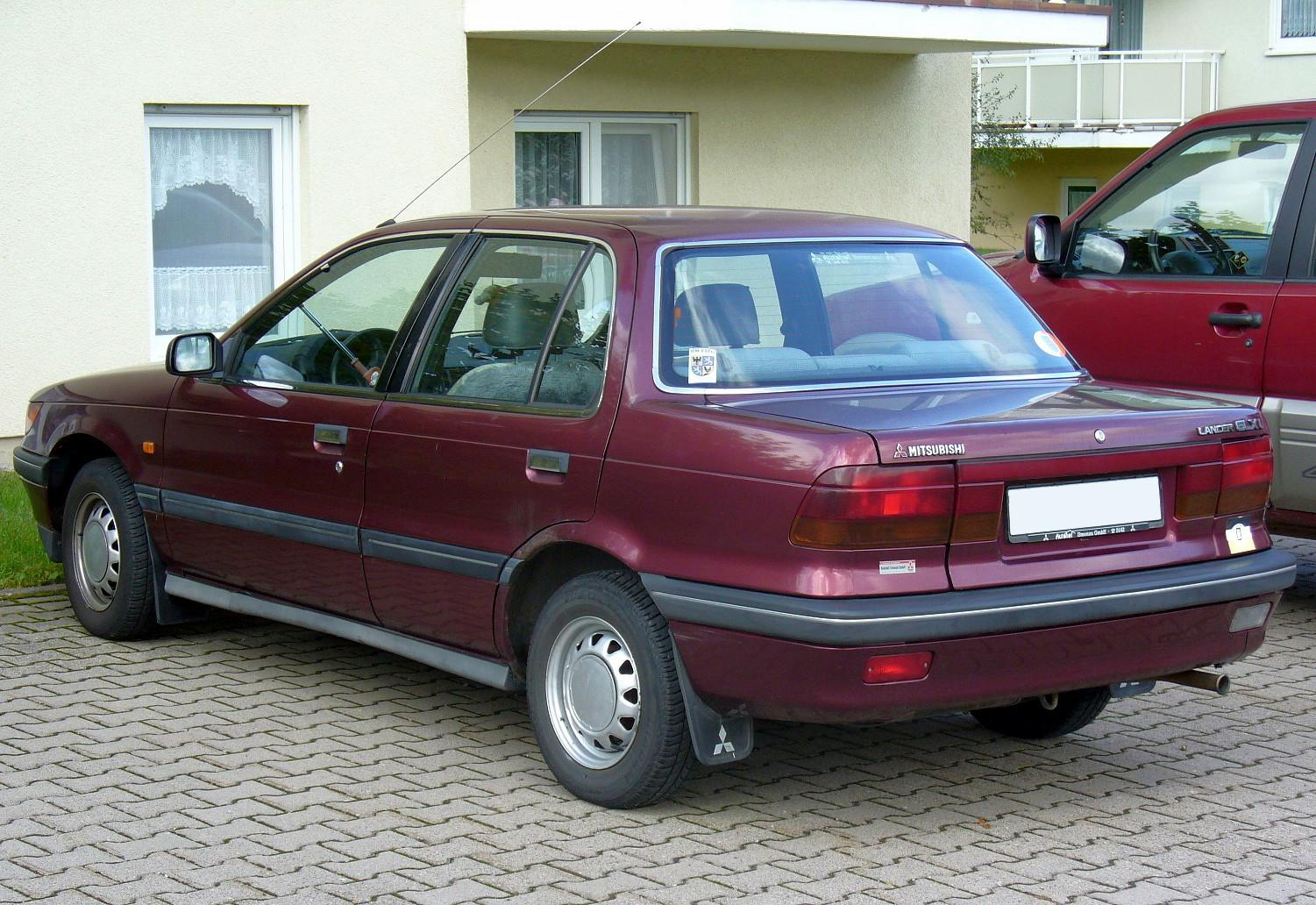
輸出仕様4ドア (リア)

文献によってはランサーフィオーレを3代目・4代目とした上で本世代を「5代目」と扱い、以降も2世代ずつずれる場合があるため留意されたい。
1988年6月
「ランサー」の単独ネームとしてフルモデルチェンジ。ランサーEXとランサーフィオーレの統合後継車という位置づけで、フィオーレに引き続きミラージュの姉妹車となる。ボディタイプは5ドアハッチバックセダンのみとなり、4ドアノッチバックセダンはミラージュが受け持つことになったため、ギャラン店から小型4ドアセダンのラインナップが一旦消滅した。なお、ランサーワゴン/ランサーカーゴは2代目フィオーレがベースのまま継続生産される。
フラッグシップモデルとして1.6 Lターボ＋4WDの「GSR」が設定された。スタイル的には同時期のギャランの縮小版ともいうべきであることから、このクラスのセダンとしては異例なほど高めの全高であった。
ワゴンおよびバンについては、ランサーフィオーレをマイナーチェンジし、特に商用バンについては次期4代目と併売されていた。
1989年9月
マイナーチェンジ。1,300 cc、1,500 ccモデルがそれぞれSOHCヘッドのまま12バルブ (1気筒あたり3バルブ) 化される。フロントグリルのデザイン変更、テールランプのデザインを変更。
1990年10月
マイナーチェンジ。1.5 Lにお買い得価格の「エリナ」を追加。1.6 L DOHCエンジン搭載車の「SR」に4WD＋4速ATが新登場。同じく1.6 L DOHCエンジン搭載車に「ESPADA」が追加。テールランプのウインカーランプがクリアタイプへ変更。メーカーオプションのフルオーディオが変更。
- サイド
- 輸出仕様
- 輸出仕様 (リア)

- 輸出仕様4ドア
- 輸出仕様4ドア (リア)

## 4代目 CB0/CD0系（1991年 - 1995年）
1991年10月
4代目発売。
先代に引き続きミラージュとは姉妹車の関係にあるが、デザインの差別化が図られている。
1992年2月
世界最小V6 1600 DOHC 24VALVEの6A10エンジンが搭載されたグレード
ROYAL、MX LIMITED、MX SALOONが発売。
1992年10月
93年モデル
1600 MIVEC DOHC 16VALVEの4G92エンジンが搭載されたグレード、MRが追加。
GSRにフルオートエアコンが標準装備される。
リヤエンブレムのMMCがMITSUBISHIへ変更。
限定車ランサーエボリューションⅠが発売。
1994年1月
94年モデル
マイナーチェンジ
全車フェンダーマーカーランプが廃止。
キーレスエントリーが赤外線式から電波式へ変更。
GSRとMRにリヤフォグランプが追加。
GSRのリヤスポイラーが大型タイプ(エボリューションⅠ)へ変更。
MRに14インチアルミホイール、本革巻ステアリングホイール、フロント・サイドエアダムが標準装備される。
GSR/RSの4G93エンジンが195PSから205PSへアップ。
MX-LIMITEDが廃止。
TCL(トラクションコントロール)が廃止。
限定車ランサーエボリューションⅡが発売。 限定車RS-Xが発売。
1994年10月
95年モデル
全車ブロンズガラスからグリーンガラスへ変更。
ピレネーブラックのボディカラーに限り、カラードアハンドルが原着仕様となる。
モータアンテナが未装着となる。(ROYALは除く)
1995年1月
限定車ランサーエボリューションⅢが発売。
- ワゴン・バンタイプの派生車種として「リベロ」が登場し、2代目フィオーレベースのまま生産が続けられていたランサーワゴン/ランサーカーゴを代替した。これにより、ランサー名義のワゴンモデルは一時的に途絶えることとなった。
- スタイル的には平凡であったが、エンジンは量産車世界最小となる1.6 LのV6 DOHC24バルブエンジン (「ランサー6」ROYAL/MX-LIMITED/MX-SALOON) や、1.6 LのMIVEC/MIVEC-MDエンジン (MR)、1.5 LのSOHC12バルブMVVリーンバーンエンジン (MVV/MVV-SALOON)、1.5 LのDOHC16バルブエンジン[注釈 2] (S/MX/MX-SALOON)、1.8 Lターボエンジン (GSR/RS) など、下は1.3 L SOHC12バルブ (S/MX)から上は2 Lディーゼルターボ (MX/MX-SALOON、当初は1.8 Lディーゼルターボだった) まで各種を揃えていた。
- この世代からギャランVR-4に代わる世界ラリー選手権（WRC）参戦用のスポーツモデルとして、ランサーエボリューション (I - III) が設定されるようになる。
- 教習車仕様もギャランの代替等としてラインナップされた[注釈 3]。教習車仕様は、普通自動車の教習車基準である全長を4,400 mm以上に合わせる必要があったため、北米仕様同様にバンパーを大型化し全長を伸ばした。
- 教習車仕様は「ランサー」の名はつかず「三菱教習車」という名がついていた。[注釈 4]
- 北米において、この世代のランサーは「ミラージュセダン」として販売されていた。

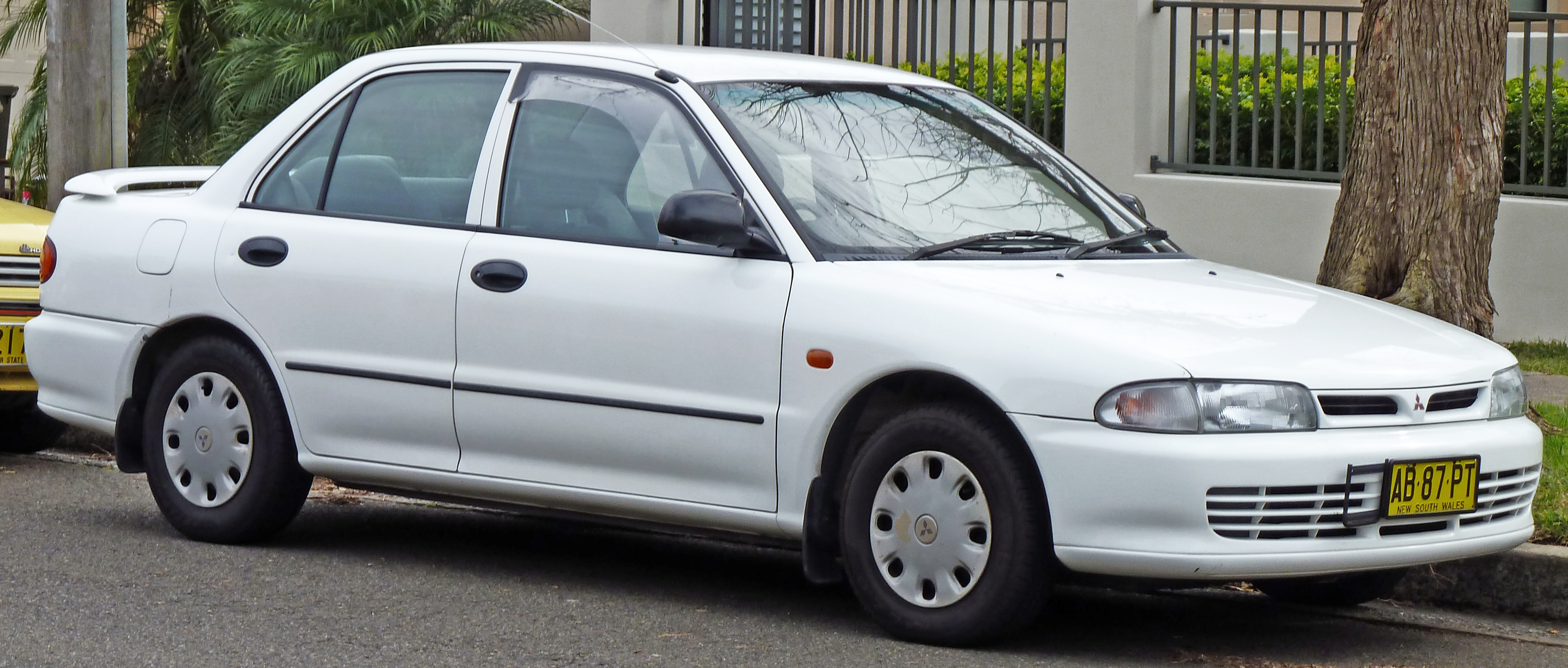
豪州仕様車
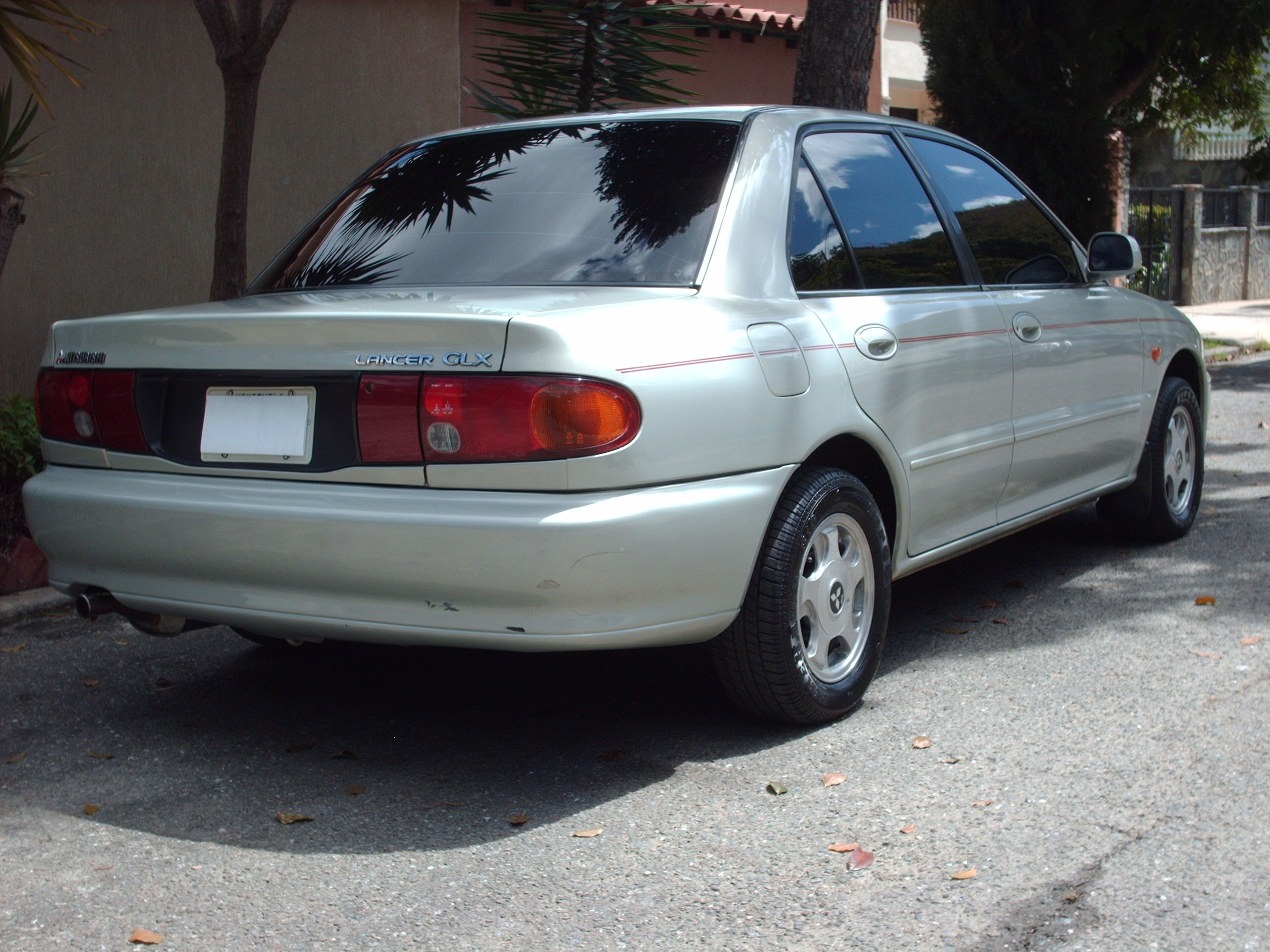
輸出仕様車
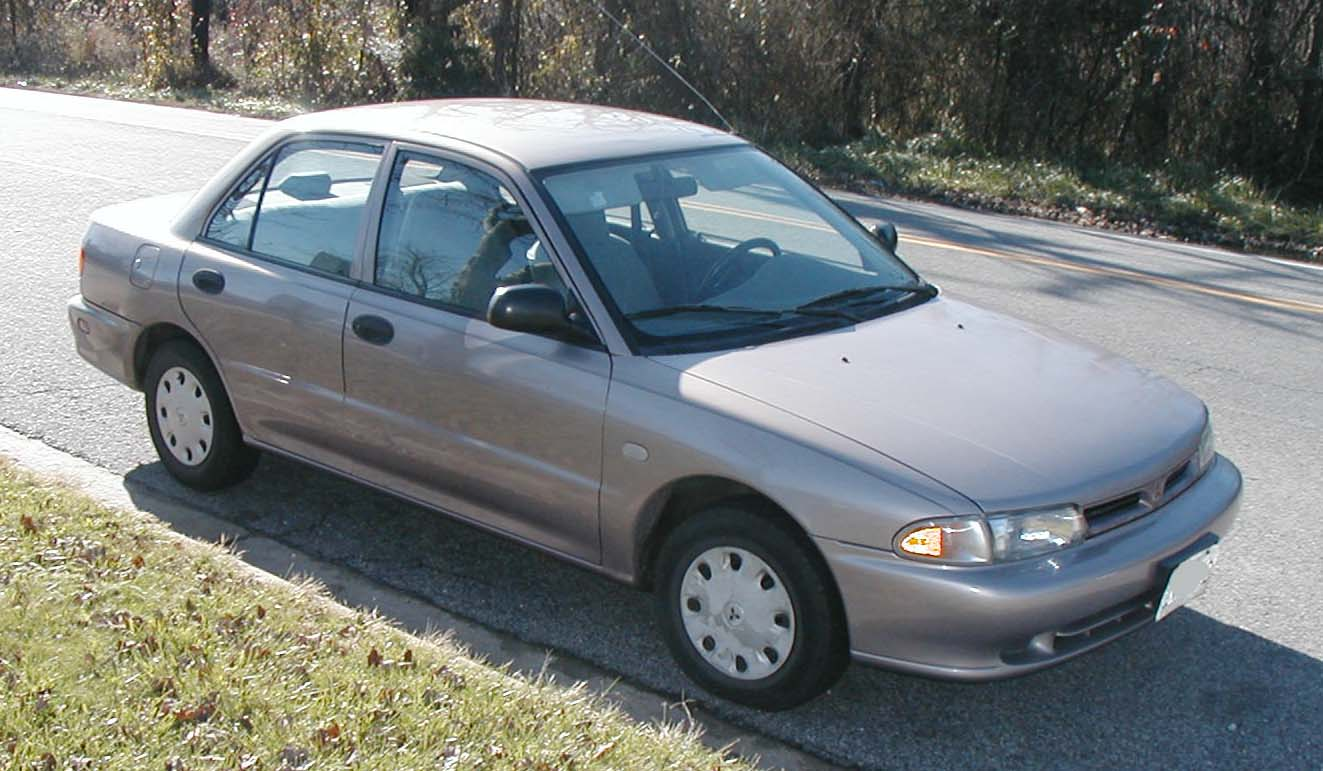
北米仕様ミラージュセダン

## 5代目 CK0/CM0系（1995年 - 2000年）
1995年10月
5代目発売。バブル崩壊によるコストダウンのためミラージュセダンとの共有化がさらに進められ、差異はグリルやトランク類程度となった。
エンジンは1.6 LのV6 DOHCエンジンが1.8 L V6 SOHCへ変更された以外、ほぼ同様の設定。MIVECエンジン搭載車は注文生産で気筒休止機構を搭載したMIVEC-MD仕様も設定されていた。先代と比べて外見がスポーティーになり、またINVECS-IIを搭載するにあたり、エンジン、トランスミッション搭載位置を4代目までとは逆にした。
4代目と同様に教習車仕様とエボリューション（エボIV）も設定。この代でも、教習車仕様の名称はランサーを名乗らない「三菱教習車」であり、北米仕様の大型バンパーを装着して全長を伸ばしていた。
1997年8月
マイナーチェンジで後期型へ移行。
- フェイスリフト、およびヘッドランプがマルチリフレクター化され、テールレンズの配色が変更。
- 1.5 L SOHC MVVエンジンが廃止。これにより事実上、1.5 Lモデルは全グレードがDOHC化された。
- エボリューションはエボV - エボVI TMEまで、この後期型をベースとしている。

2000年5月
6代目の登場に伴い日本向けは販売終了となったが、後述のように中国では2018年現在も生産・販売が継続されている。
- インド：この5代目のほかに6代目が「セディア(ブーレイ顔廃止後は「スポーツ」のサブネームが付く)」として現地生産・販売されており、ランエボXも含めると3世代のランサーが併売される形となっていたが、2012年6月に「ランサー」、翌年2013年には「セディアスポーツ」の生産とランエボXの輸入販売が相次いで打ち切られたことにより廃止扱いとなる。
- 中国：三菱ブランドからいわゆるブーレイ顔に変更したモデルと、東南汽車ブランドから後期型をベースにした外観のリオンセル、ビッグマイナーチェンジモデルといえるV3菱悦が2008年に販売されている。東南汽車のホームページには三菱ブランド車、東南ブランド車の両方が掲載されており、ランサー及びV3菱悦に関してはリアに東南汽車の漢字エンブレムが、リオンセルには英字 (SOUEAST) エンブレムが装着されている。また、V3菱悦には三菱自動車と現地企業による合弁会社であるハルピン東安汽車発動機製造 (通称:東安三菱) の1.5 L DOHC MIVECエンジンが搭載されていた。2012年には限りなくフルモデルチェンジに近い大掛かりなマイナーチェンジが実施され、後述する6代目後期型ランサーに酷似したエクステリアデザインが用いられている。また2018年8月現在はエンジンが4A91に変更されている。

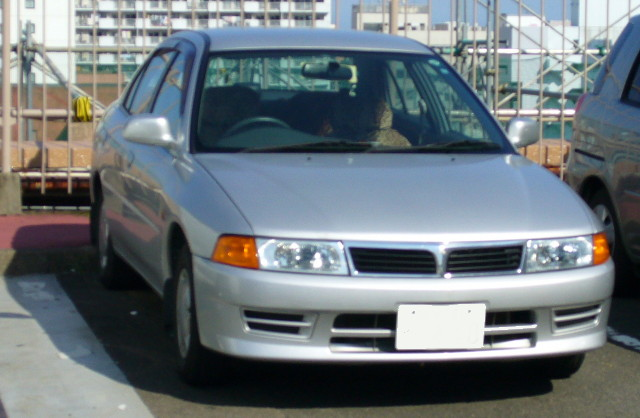
後期型 1.5MXサルーン (1997年8月-2000年5月)
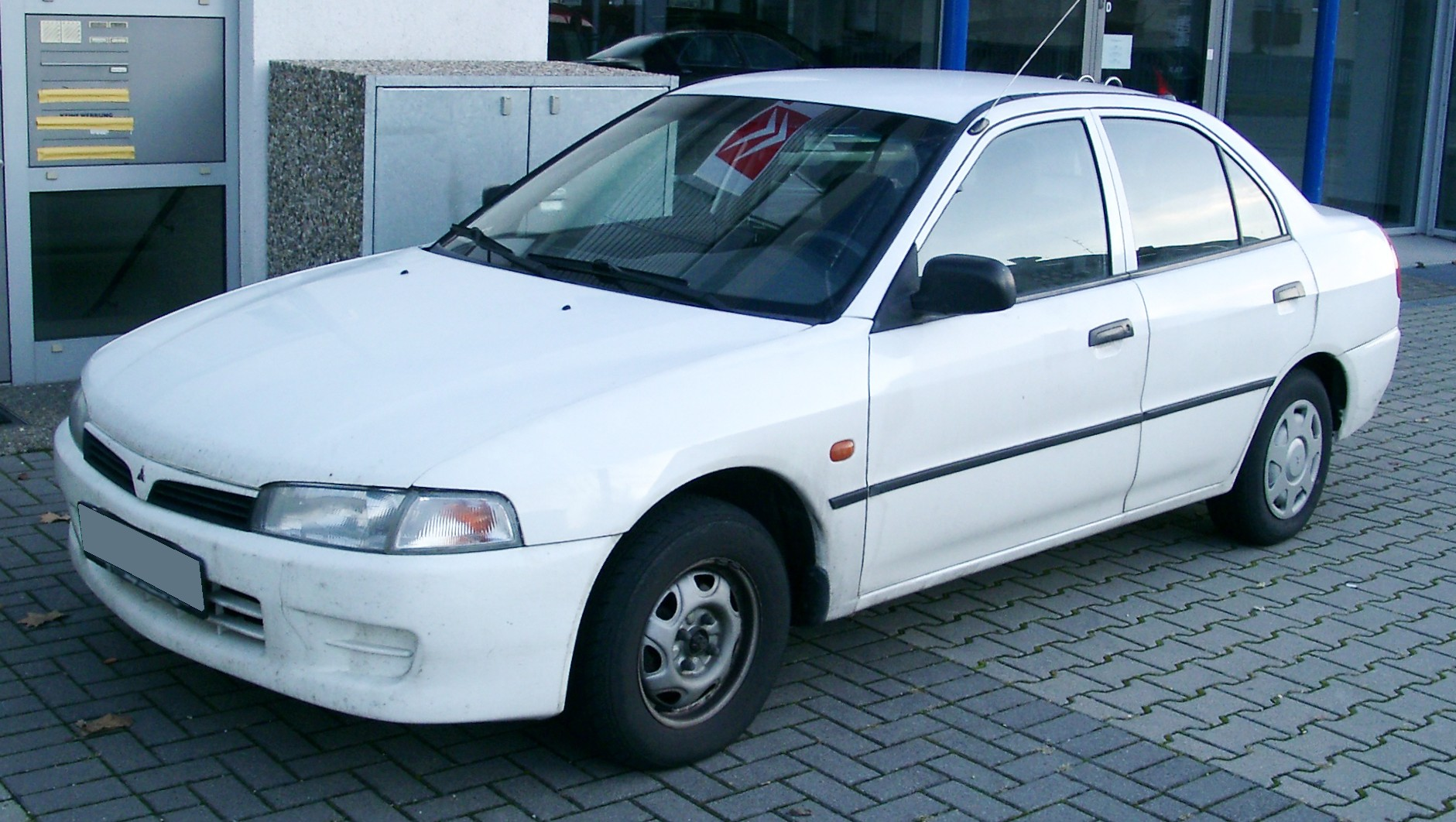
欧州仕様 前期型
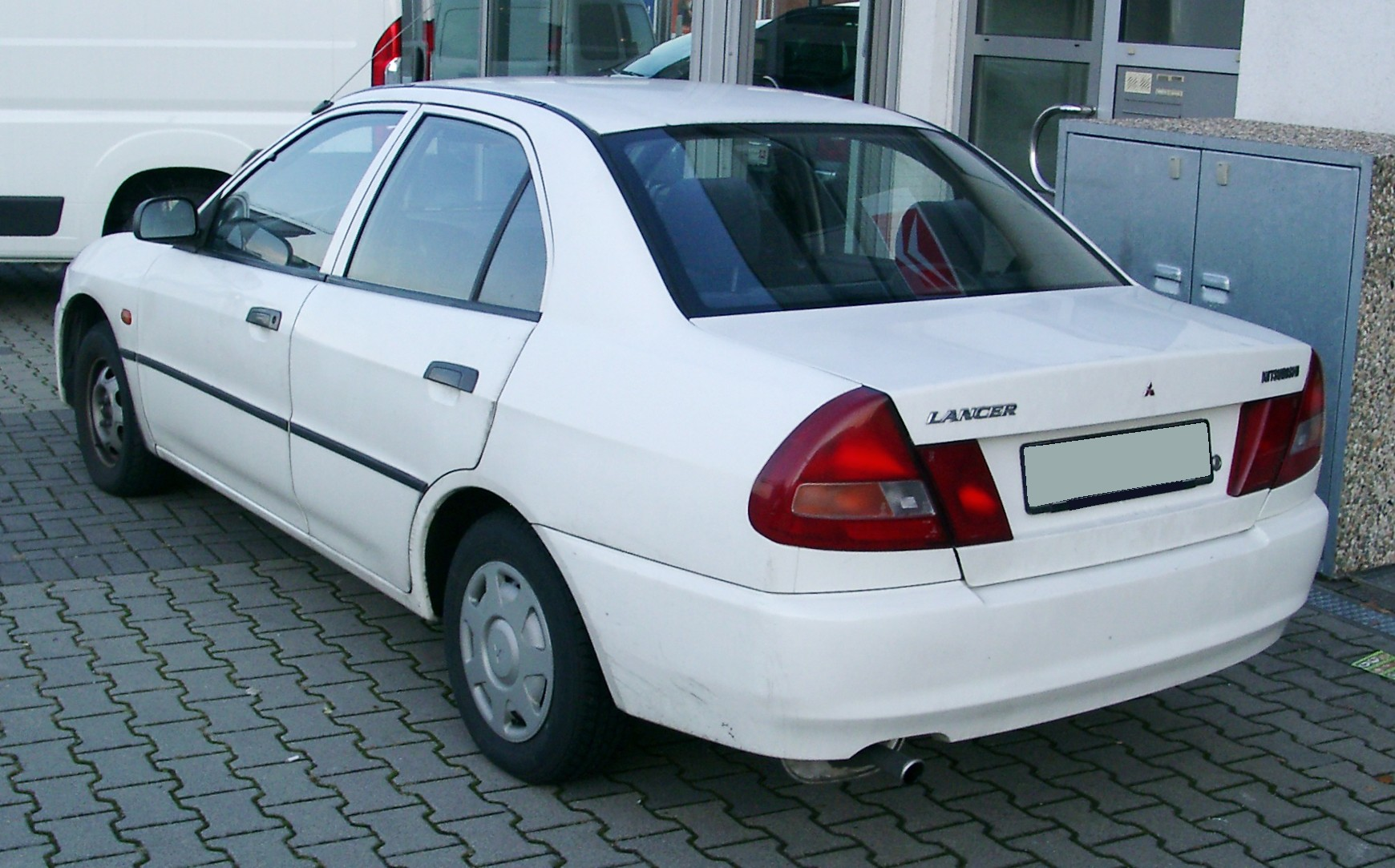
欧州仕様 前期型
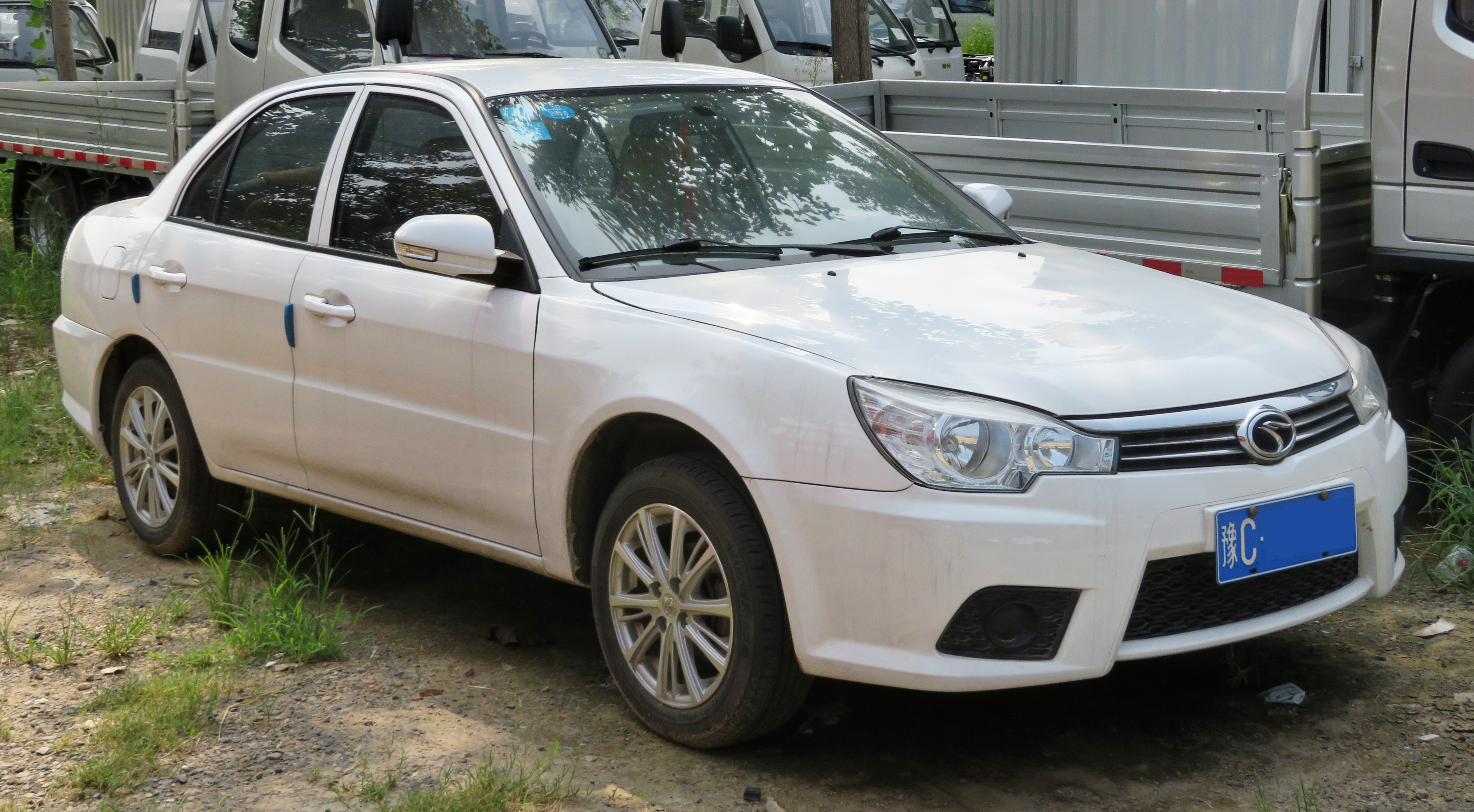
東南汽車・V3菱悦
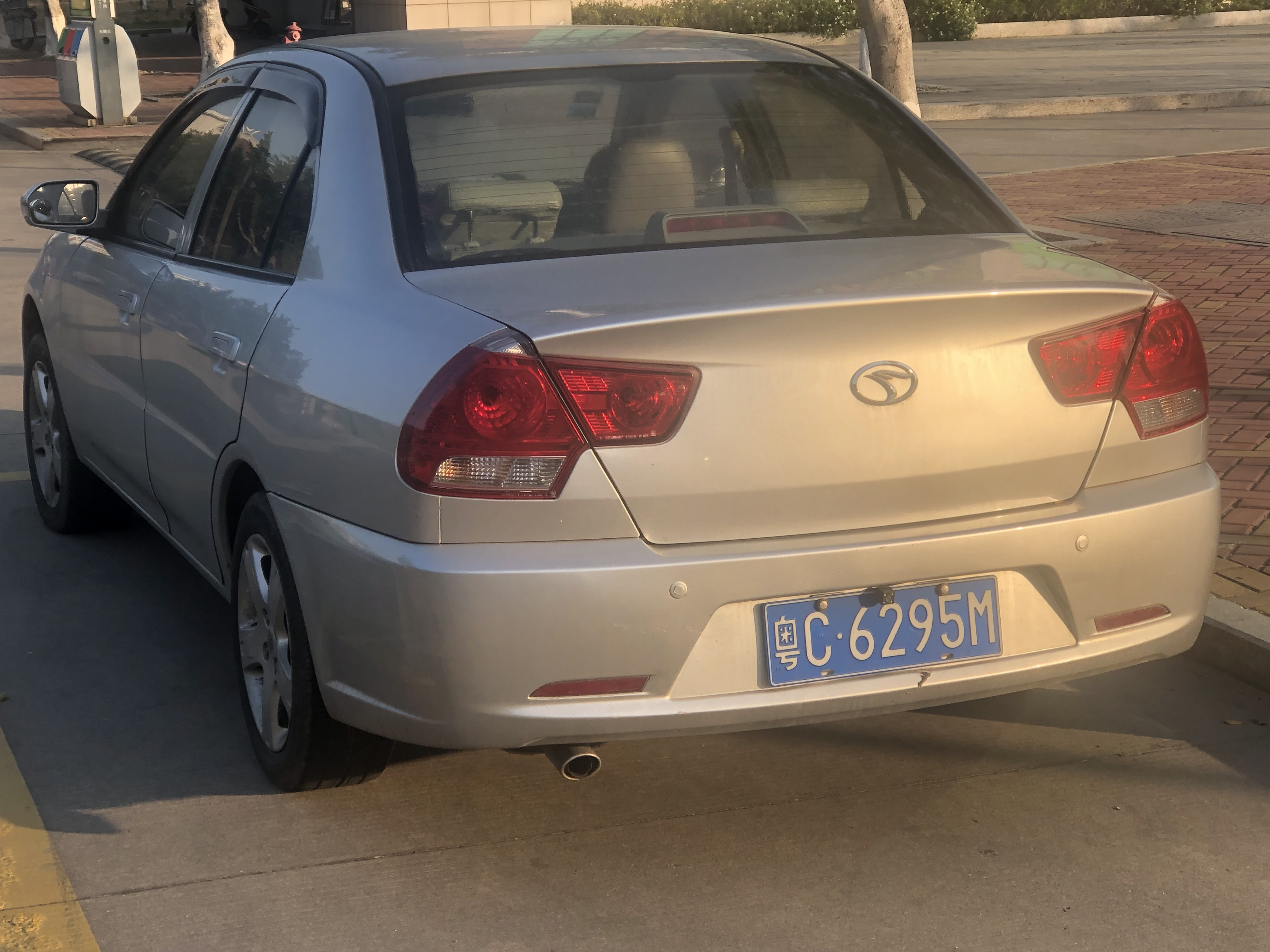
東南汽車・V3菱悦
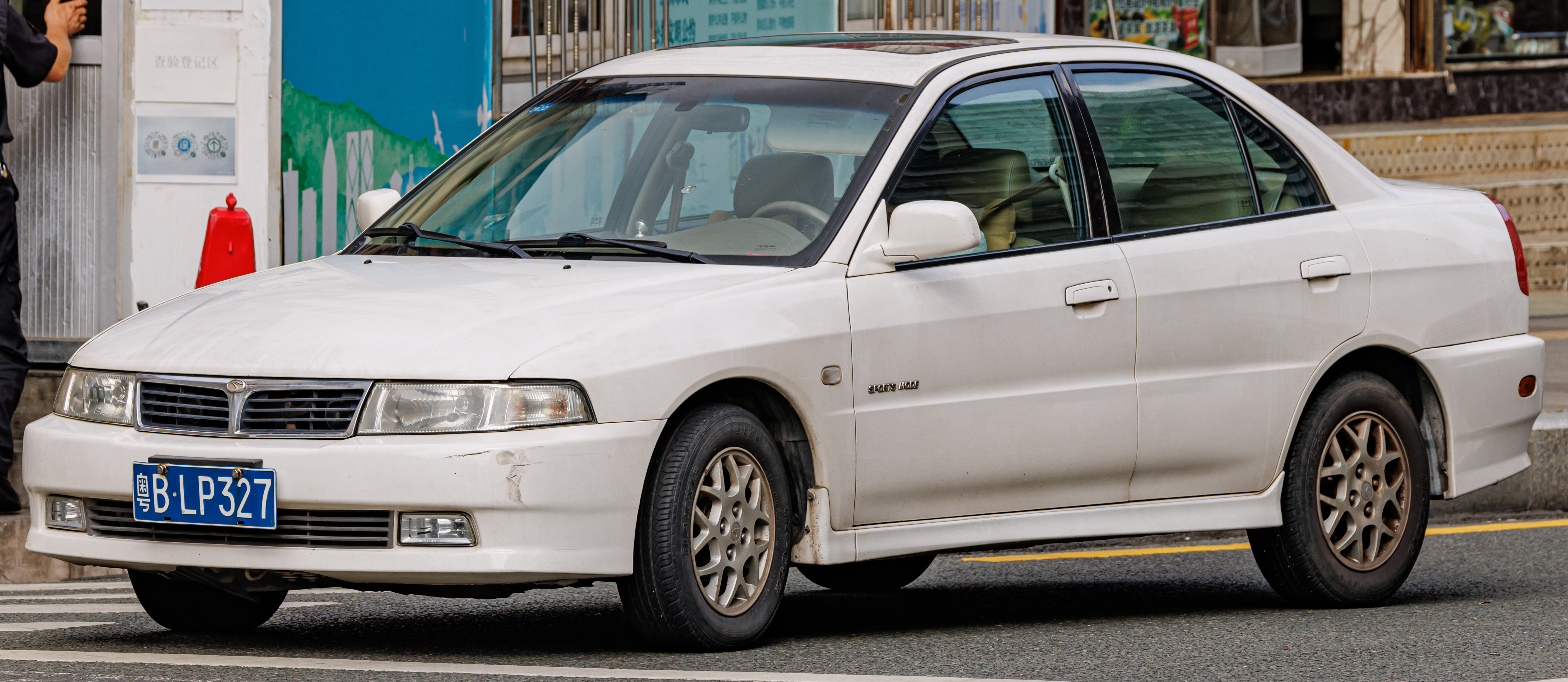
東南汽車・リオンセル
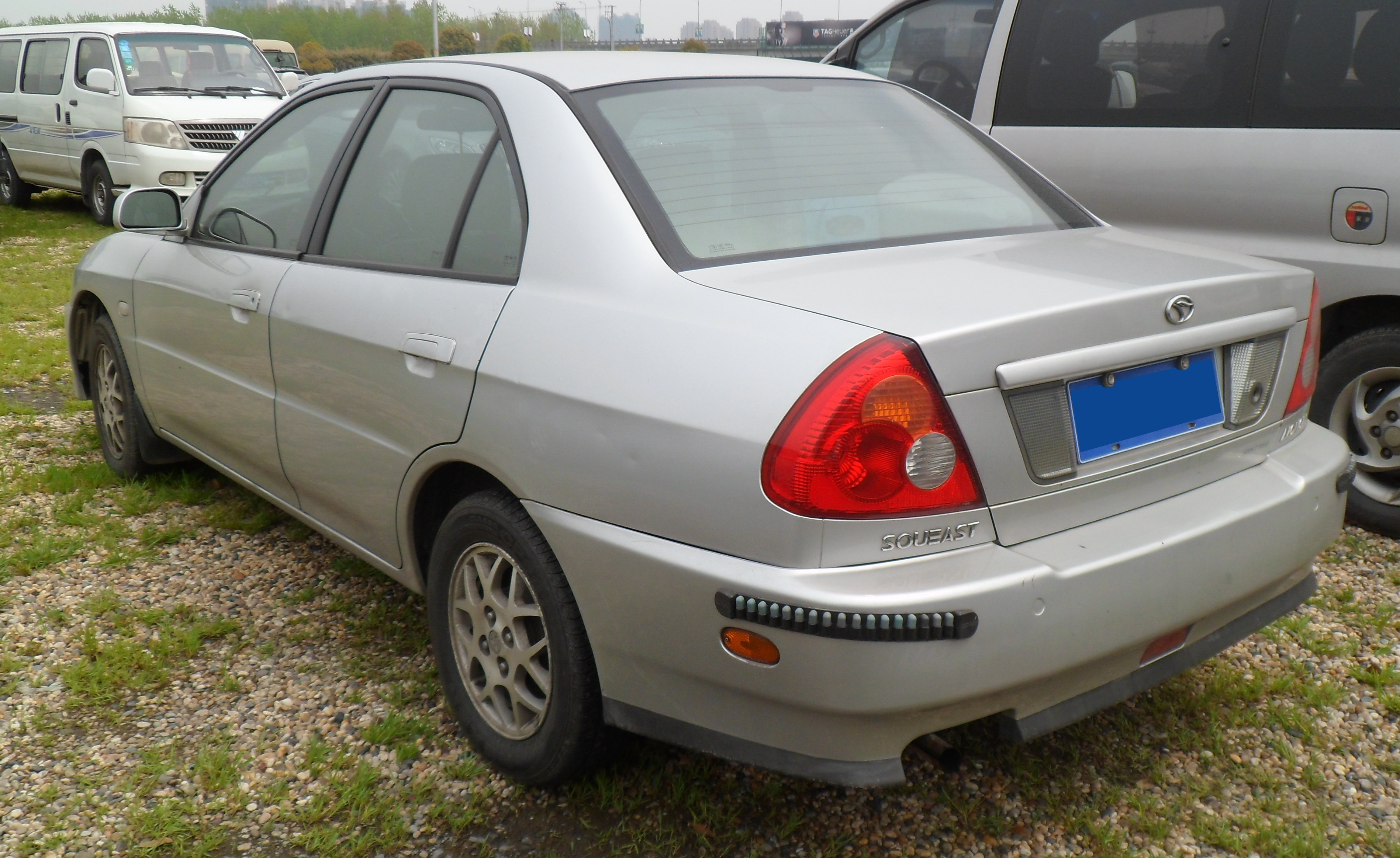
東南汽車・リオンセル
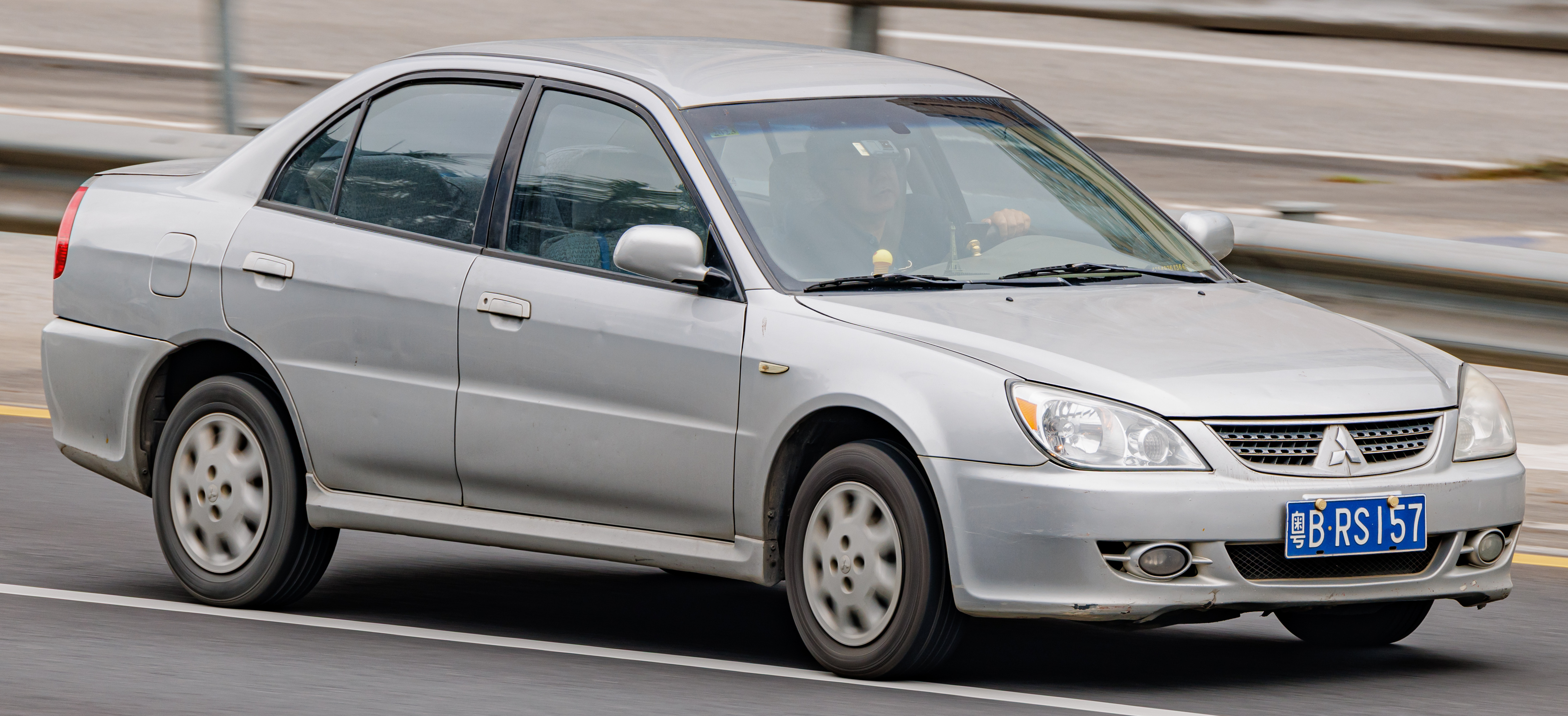
中国仕様車 (2006年- )

## 6代目 CS0系（2000年 - 2010年）
2000年5月
6代目発売。ミラージュセダンを統合し、カープラザ店でも扱うようになった関係から「ランサーセディア（LANCER CEDIA）」という車名で発売された。エンジンは1.5 L DOHC16バルブGDI (4G15、ネット100馬力) および1.8 L DOHC16バルブGDI (4G93、ネット125馬力) を搭載。

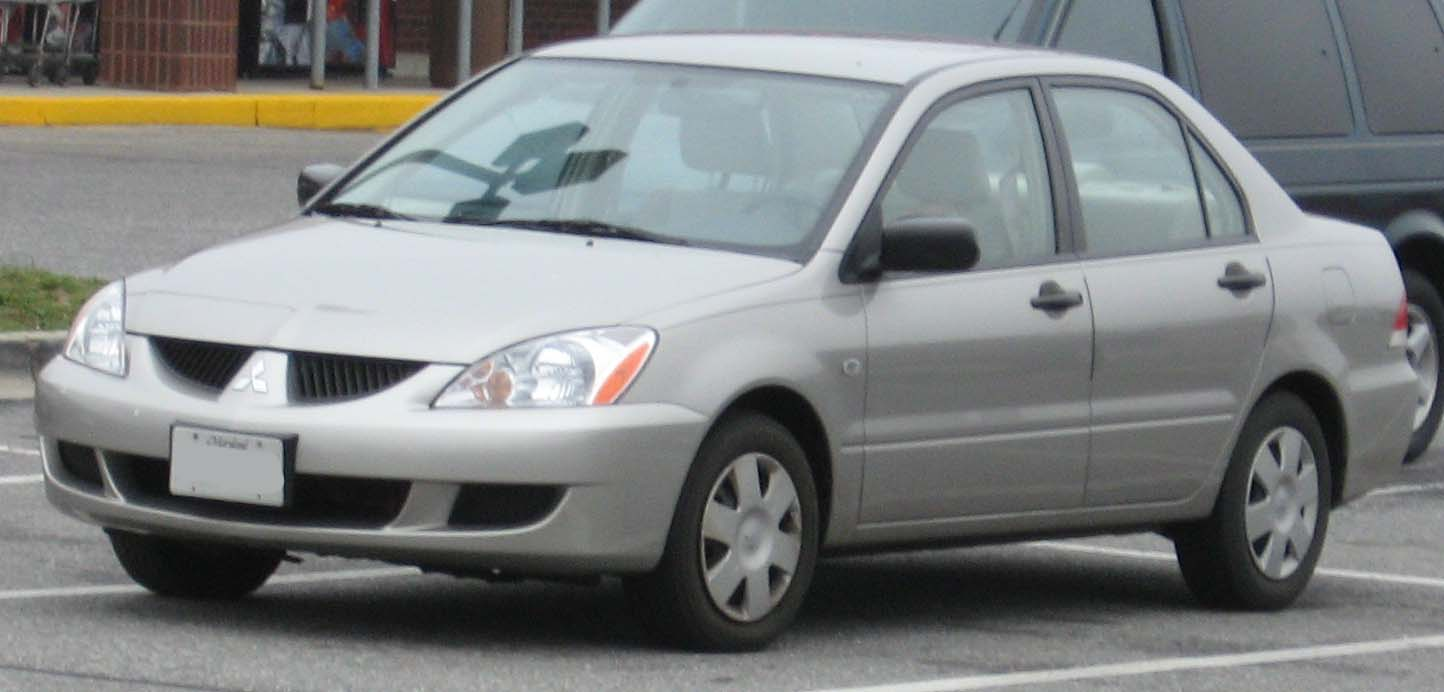
フルモデルチェンジに伴い、ランサーエボリューションについても2001年2月発売のVIIからベース車両をこのモデルに移行。4・5代目に引き続いて教習車仕様も設定されたが、この代ではボディが大型化されて全長も伸ばされたため、北米仕様のバンパーを装着して全長を伸ばすということは行われていない。また、この代でも名称は「三菱教習車」であった (2003年まで)。
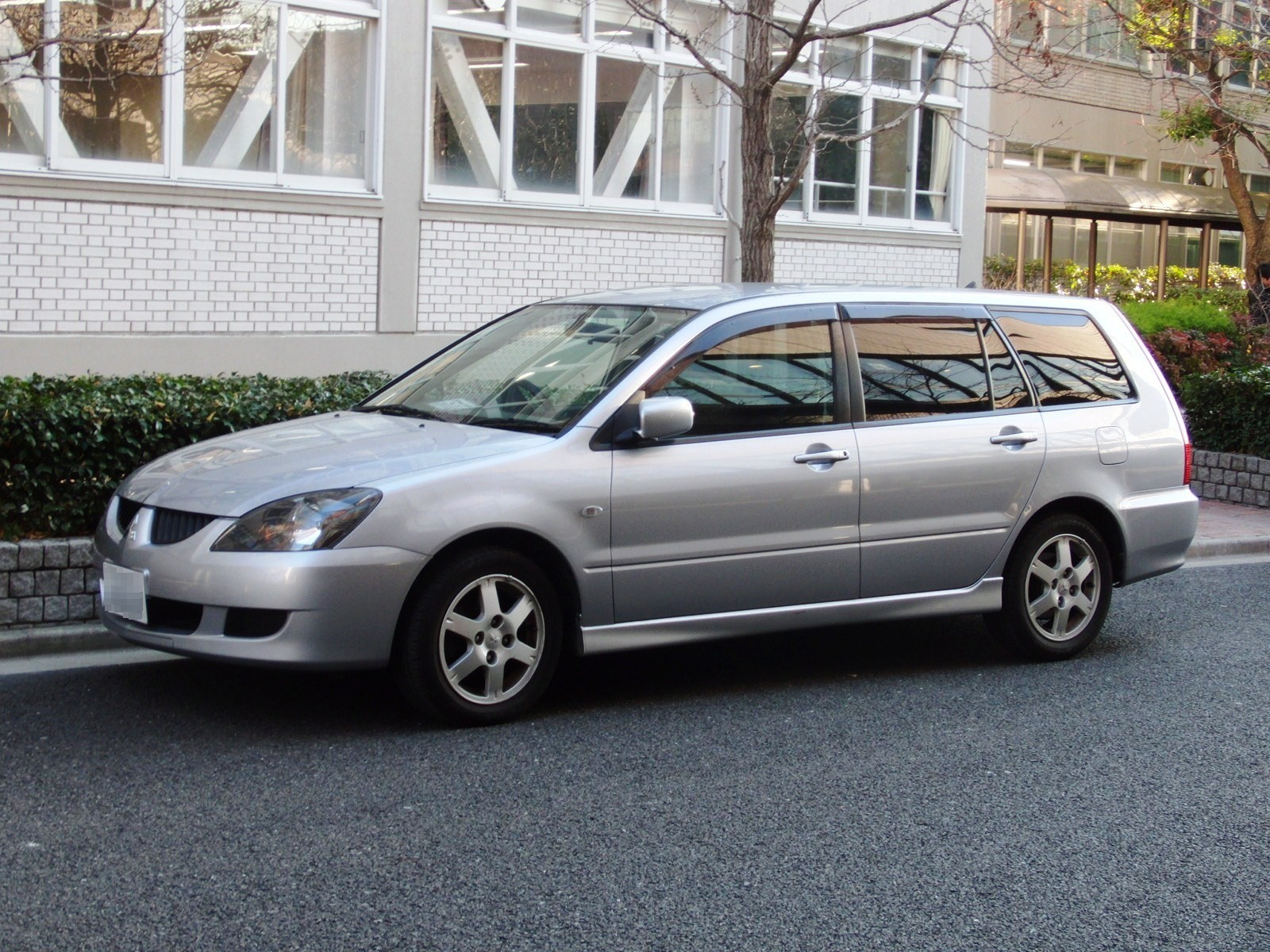
中期型 ランサーワゴン
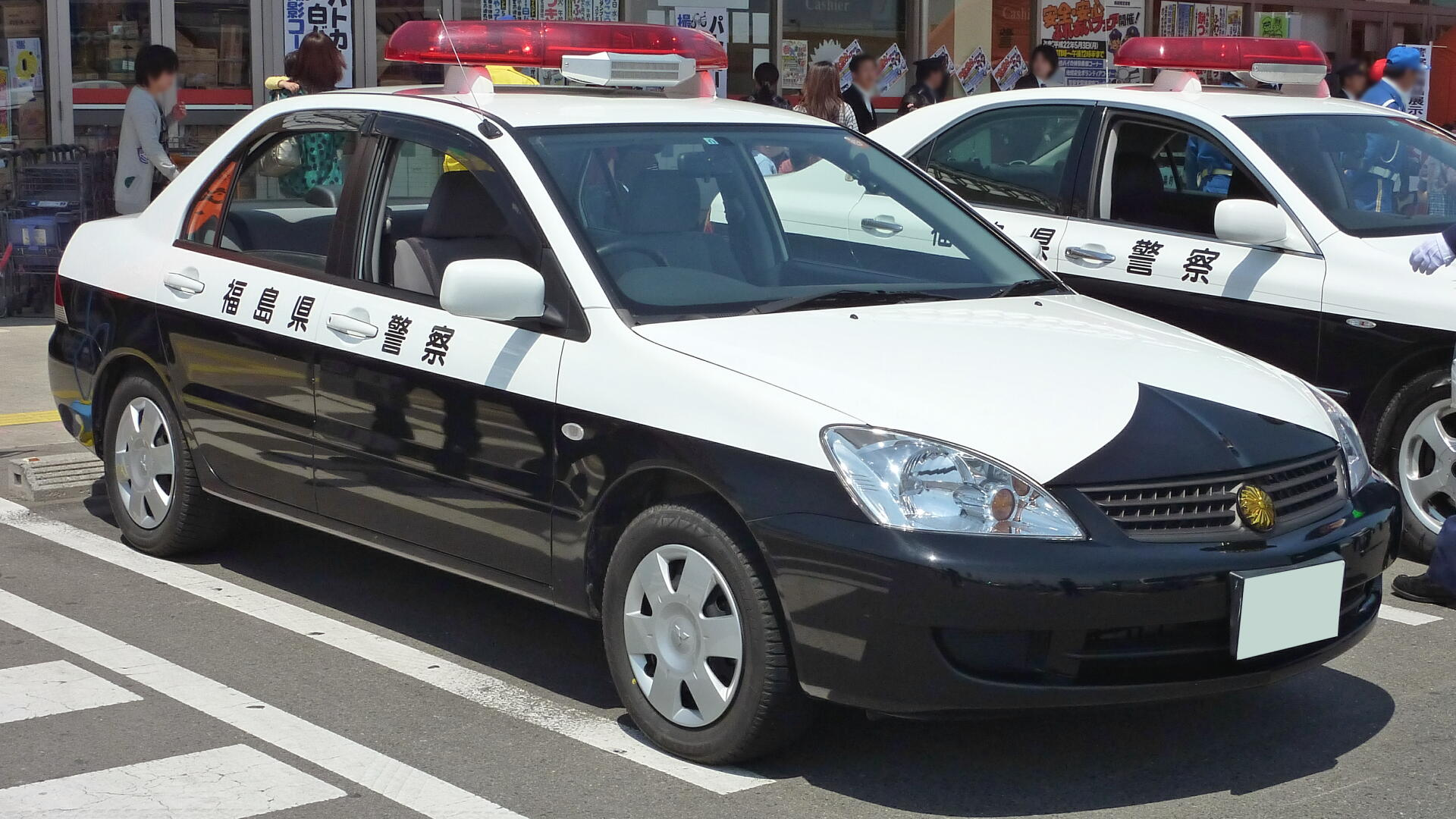
後期型 福島県警察パトカー
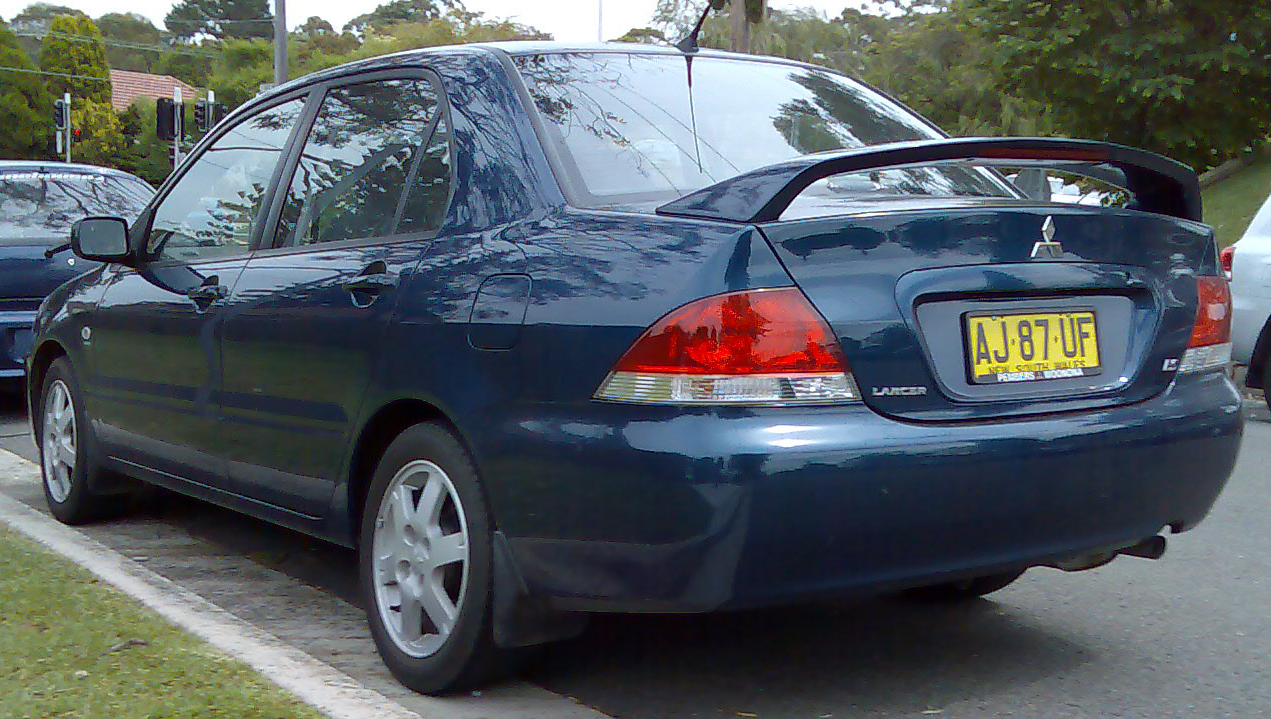
後期型 リヤ (2005年-2010年)
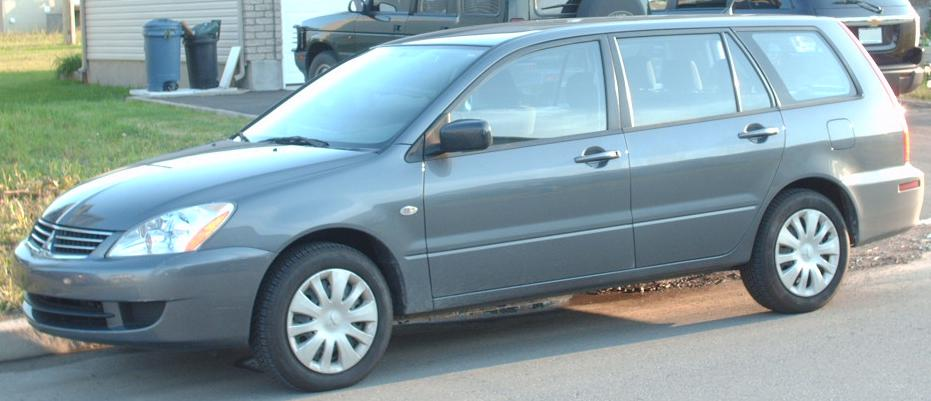
後期型 ランサーワゴン

2000年11月
リベロの後継としてランサーセディアワゴン（LANCER CEDIA WAGON）を発売。エンジンは1.8LDOHC16バルブGDI（4G93）を搭載。ただしセダンと異なり1.5LDOHC16バルブGDI（4G15）は搭載されない。トランスミッションは全て「INVECS-III」と称するCVT。ツーリンググレードには6段階マニュアルモードのついたスポーツCVTが搭載される。4WD車はVCU式フルタイム4WDを採用。フロントサスペンションはマクファーソンストラット式を採用し、ワゴン専用に剛性を最適化した。リアサスペンションは、トレーリングアーム式マルチリンクを採用し、ワゴン専用の最適チューニングを施した。フロントブレーキは14インチベンチレーテッドディスク、リアは8インチドラム(4WD車は9インチ)の組み合わせとした。

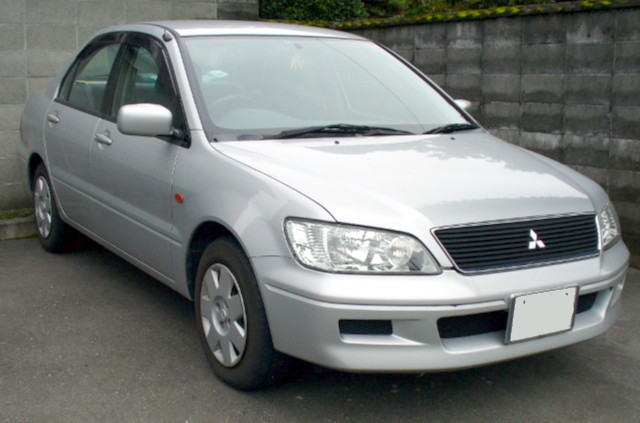
前期型 ランサーセディア 1.5 SOHC ECI-MULTI MX-E
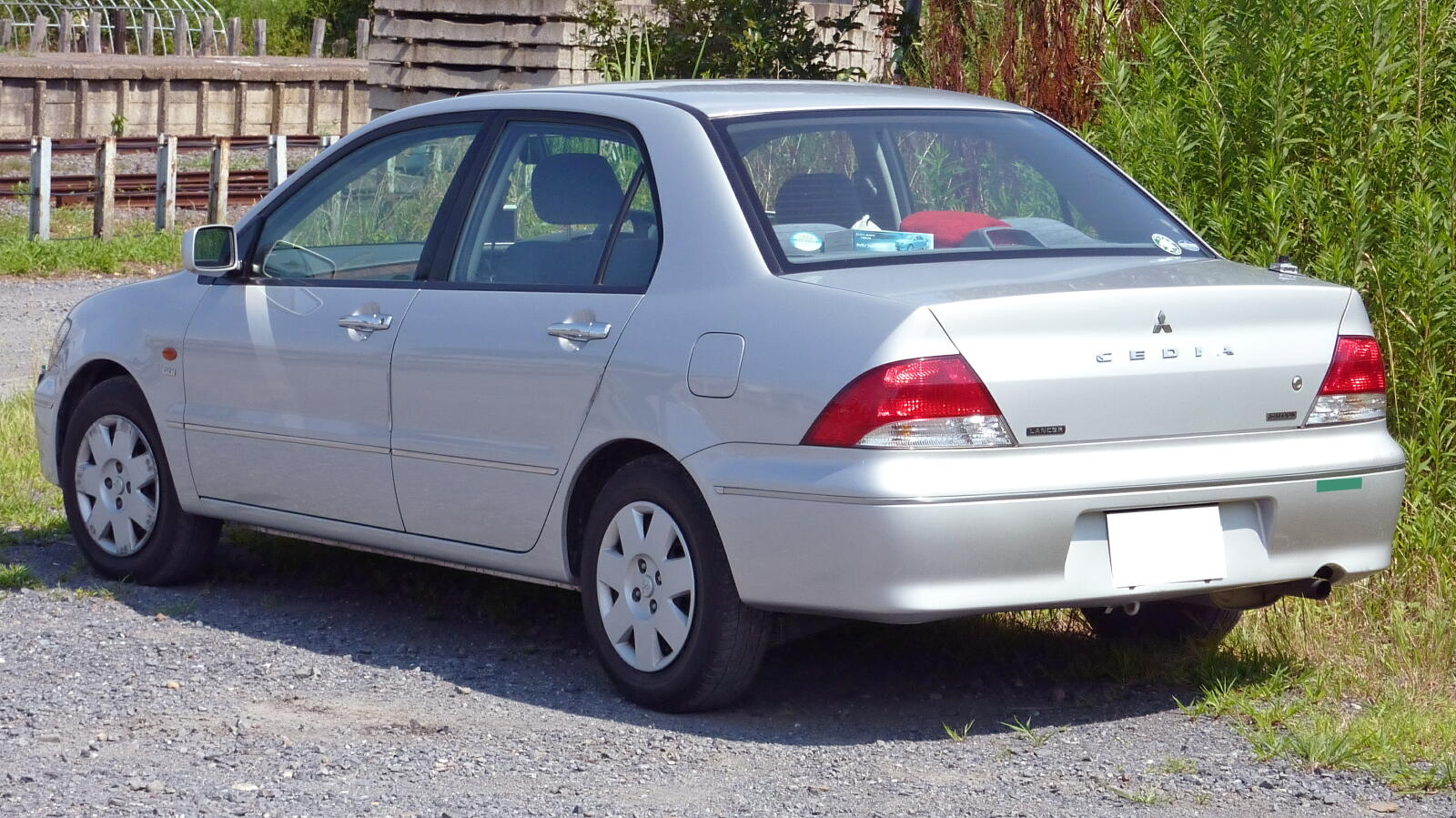
前期型 ランサーセディア 1.5 DOHC GDI MX-Sリミテッド リヤ
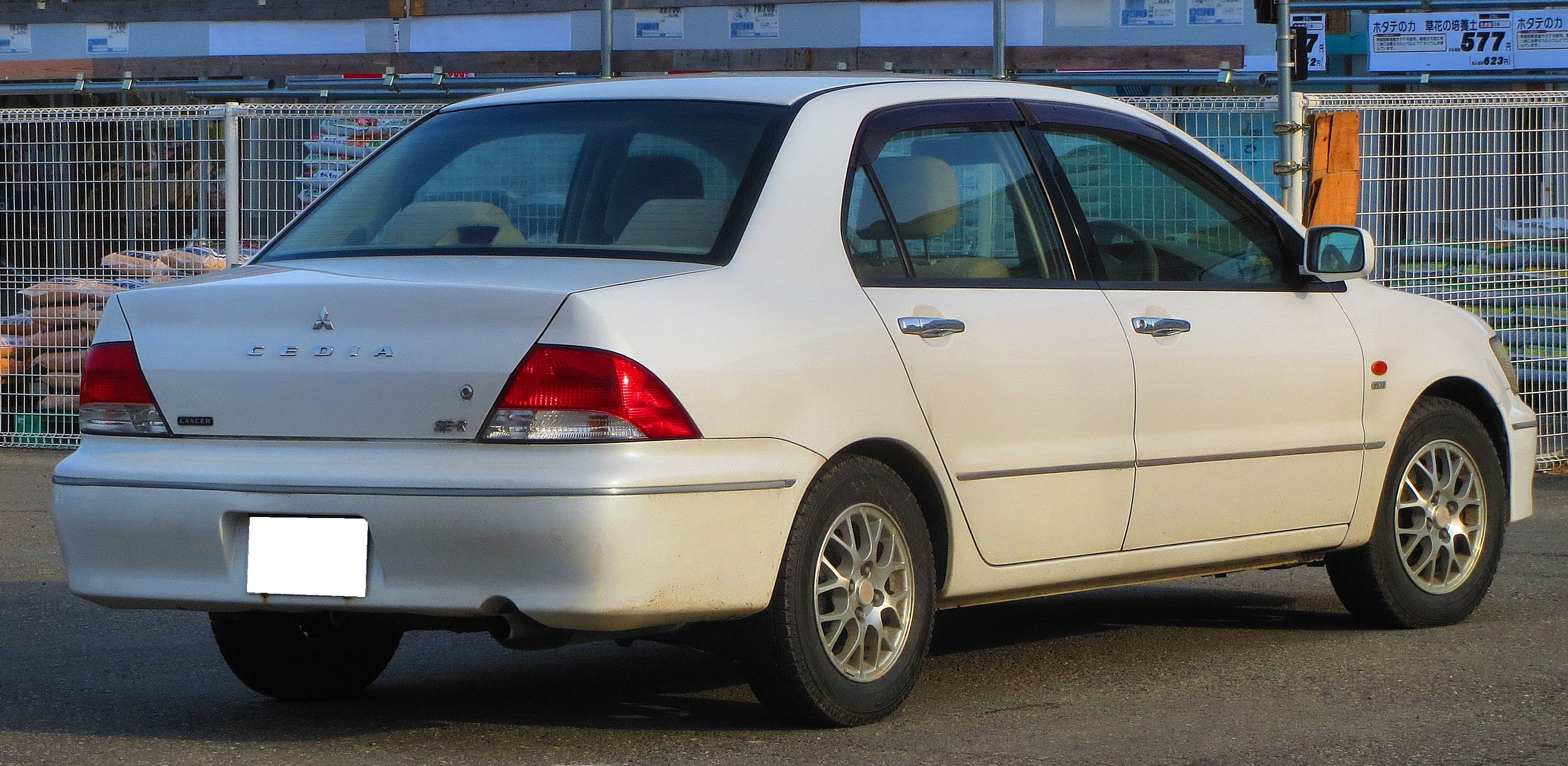
前期型 ランサーセディア 1.8 SE-R リヤ
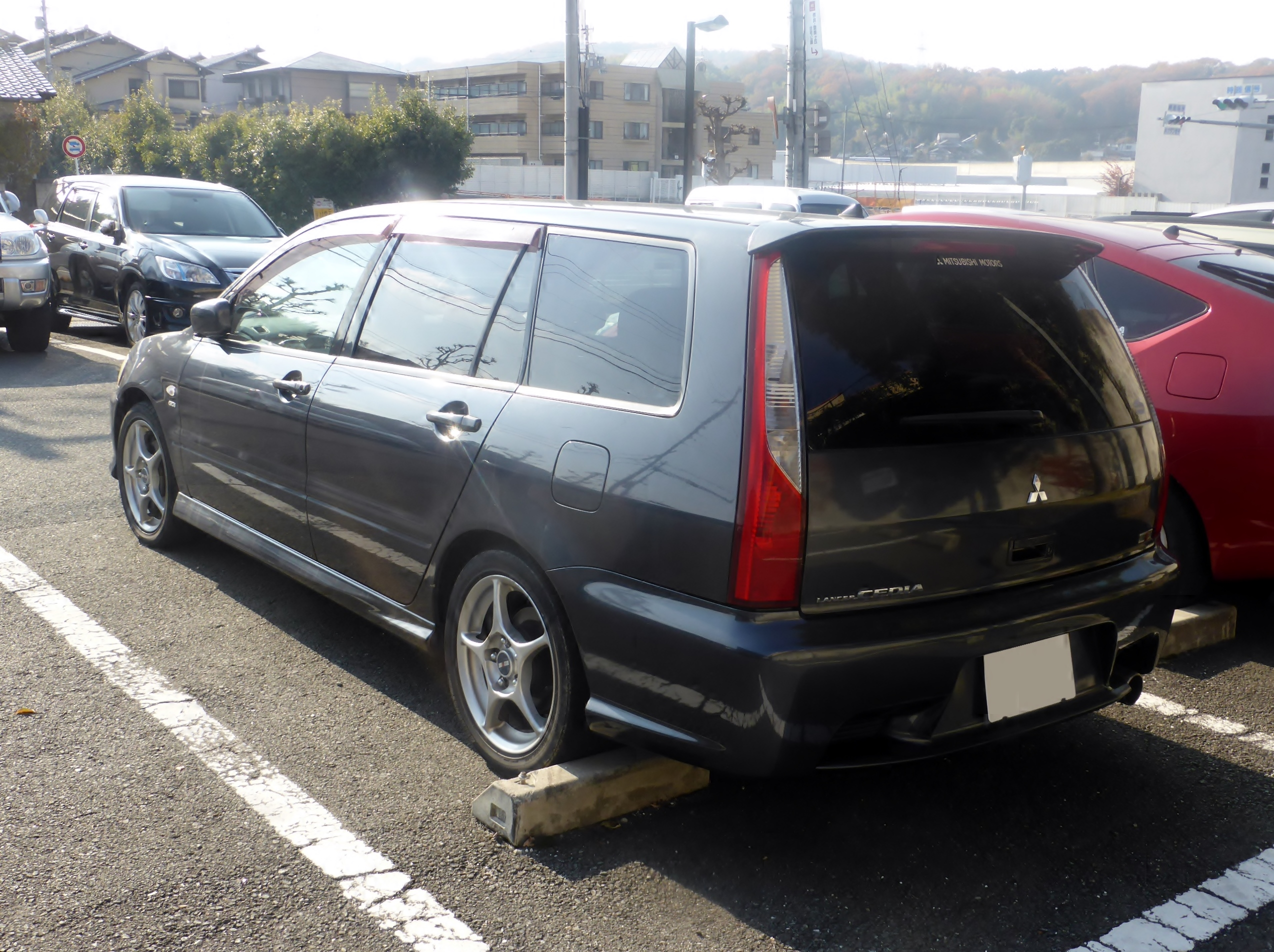
ツーリング、ツーリングMMCSパッケージにMOMO社製ステアリングやスポーツタイプヘッドレスト、ヘアライン調パネルが装着されるスポーツインテリア(後のTツーリング用インテリア)のメーカーオプション設定があった。ツーリングに設定されるスーパーパッケージはMOMO社製ステアリングに加え本革シート運転席パワーシート、ラゲッジルームネット、本革巻きシフトノブ＆ブレーキレバーが装備される。全車にサンルーフとルーフレールの設定がある。

2001年5月
セダンを一部改良。
- AT車・CVT車を好まない個人ユーザー、および法人・フリートユーザーへの需要対策も含めて、セダンの「MX」と「MX-E」を非GDI・SOHC16バルブ化した4G15型エンジンに変更して同時に価格を下げ、新たに5MTを設定した。通常モデル（GDI仕様）との外見上の相違点はマルチリフレクター式異形ヘッドランプの仕様が異なっており、4灯式ハロゲンバルブ (ロービーム・ハイビーム独立) から北米向けセダン、およびセディアワゴンの「1.8TS」やランサーカーゴと意匠が同一の2灯式ハロゲンバルブ (ロービーム・ハイビーム兼用) に変更されている点が挙げられる。
- 1.5 L・GDI仕様についても、「ツーリング」を追加し、「MX-S」は「サルーン」に・「MX-E」は「エクストラ」にそれぞれ改称した。

2001年6月
ワゴンにバリエーション追加。
- 1.8L DOHC16バルブGDIターボ（4G93ターボ）を搭載したTツーリングを追加。トランスミッションはINVECS-IIスポーツモード付4ATが搭載される。 ツーリングシリーズは、それまでメッキだったフロントグリルが、車体と同じ色に塗装されたものになる。また足回りやボディ剛性を高め、専用のエアロパーツやアルミホイールを装備するラリーアートエディションを追加。ラリーアートエディションのNA車はベースのツーリングとは異なり4輪ディスクブレーキとなる。ランサーエボリューション7で人気のあったアイゼングレー、フレンチブルー、パルマーレッド、ダンテライオンイエローを追加。レガートグレーがアイゼングレーに置き換わり廃止となった。またツーリングに設定されていたローズレッド、フォレスタグリーンが廃止されTS、エクシードシリーズ専用色となった。ツーリングMMCSパッケージを廃止し、Tツーリング ツーリングの全車にMMCSをメーカーオプション設定となった。この年にMMCS本体もマイナーチェンジされ、DVDナビゲーション対応となり、カセットテープ対応からMD対応品へと変更された。

2002年1月
ワゴンにバリエーション追加。
- ツーリングとＴツーリングをベースにした特別仕様車「スポーツエディション」を追加。モモ製ステアリングの形状がランエボVIIと同じ形状となる。アルミホイールはラリーアートエディションのものと同じデザインながらメッキ装飾が施される（IIも同様）。ローダウンサスペンションやスポーツメーター、フロントストラットタワーバー（ターボ車のみ）を採用。専用色ライトゴールドを設定。テールゲート右下には「T-TOURING」(ターボ車)「TOURING」(NA車)のエンブレムが装着される。ラリーアートエディションは販売終了。

2002年5月
ワゴンにバリエーション追加。
- ツーリングおよびツーリング4WDとＴツーリングをベースにした特別仕様車「スポーツエディションII」を追加。自社製のステアリング（ステアマチック付）となり、エボVII GT-Aと同デザインのシフトレバーが装着される。2WDのみローダウンサスペンションを採用。サイドターンランプをアンバーからホワイトレンズに変更。ベース車に設定されるボディカラー7色にライトゴールドを加えた8色を設定。

2003年1月
リベロカーゴの後継として、ワゴンをベースとしたライトバン仕様のランサーカーゴを発売。

2003年2月
マイナーチェンジ。ギャラン店とカープラザ店の統合に伴い、「セディア」のサブネームが消えて「ランサー」および「ランサーワゴン」の単独名に回帰する。
- エンジンは自動車排出ガス規制強化の影響を受けて、1.5 L DOHC16バルブGDIが廃止される。1.8L NA GDIエンジンの燃料もプレミアムガソリン指定からレギュラーガソリン指定に変更されスペックダウンされた(ターボ車はプレミアム燃料)。セダンの「1.5 MXツーリング」もエンジンがSOHC16バルブ (4G15、ネット90馬力) に格下げとなり、タイヤとホイールのサイズも195/55R15 84Vラジアルタイヤ＋15インチアルミホイールから185/65R14 86Sラジアルタイヤ＋14インチアルミホイールにそれぞれサイズダウン。
- 外観では、当時のデザイナーであるオリビエ・ブーレイが提唱した富士山型のフロントグリル (いわゆるブーレイ顔) を採用。ランエボ系を除き全てヘッドライトが2灯式となる。
- 法人・フリート向けの最廉価グレードとして追加された「MX-E ビジネスパッケージ」にはキーレスはもちろんセンタードアロック (集中ドアロック) すら装着されず、MX-E系のマニュアルエアコン仕様ではセディアの頃 (セディアの場合フルオートエアコンも含む) から何故かオーディオが2DINから2DINのオーディオやカーナビゲーションの取り付けが不可能な1DIN＋1DINであり、これらのグレードはモデル末期まで販売されたため快適装備を重視するこのクラスのセダンとしては非常に珍しい仕様でもあった。軽いタッチで操作できる液晶無しフルオートエアコン、あるいは純正カーナビゲーション (MMES) 仕様には2DINであるなどパネルの構造の違いは多岐に渡る。
- ワゴンはエクシードシリーズ、TSが廃止。また、全車ブラックモノトーンのスポーティ内装を設定。さらにステアリングシフトスイッチ付革巻ステアリングホイールとシフトブーツ付本革シフトノブを「T-ツーリング」に標準装備(ツーリングはパッケージオプション)。足回りも変更が加えられ、フロントに15インチベンチレーテッドディスクブレーキ、リアに14インチディスクブレーキを全車に採用した。
- 「MX-E ビジネスパッケージ」を除く全車にセキュリティアラームが標準装備されるほか、サイドカーテンエアバッグを前席サイドエアバッグと併せて全車にメーカーオプション設定した。

2003年12月
ランサーカーゴの一部改良。
教習車仕様の車名が「三菱教習車」から「ランサー教習車」に変更され、通常モデル同様にトランクリッドへ「LANCER」のメッキエンブレムが付くようになった。

2004年1月
バリエーション追加。
- セダンおよびワゴンに「ラリーアート」を追加。既にワゴン「T-ツーリング」に搭載されていた1.8 L DOHC16バルブGDI ICターボエンジン (4G93、ネット165馬力) を搭載。前後バンパーは北米仕様と同等の物が装着される。
- ワゴンに特別仕様車「サウンドビートエディション」を設定。ツーリング/ツーリング4WDをベースにKENWOOD製MD/CDチューナー、ディスチャージヘッドライト、オートライトコントロール、本革巻シフトノブ、本革巻3スポークステアリングホイール（ステアリングシフトスイッチ付き）が装備される。

2005年1月
マイナーチェンジ。
- 日本国内向けは「ラリーアート」を除いてフロントマスクのブーレイ顔を廃止（日本国外向けはブーレイ顔を継続）。
- モデル末期のギャランの代替ユーザーを取り込むべく、新たに2 L SOHC16バルブエンジン (4G94、ネット120馬力) が設定された。これに伴いセダンに限り1.8 L DOHC16バルブGDIエンジン (4G93) はラリーアートに搭載されているICターボモデル以外は全て廃止。

2005年12月
マイナーチェンジ。
- 「ラリーアート」もブーレイ顔を廃止。三菱マルチコミュニケーションシステム（MMCS）をラリーアート以外の車種に標準装備（レスオプションも選択可能）。ラリーアートが改良され他グレードと同様の国内向けバンパーが装着される。Sにエアロパッケージを追加　ツーリング用フロント/サイドエアダム、14インチアルミホイールが装着される。全車、シート生地を一部変更するとともに、アームレストも兼ねるフロアコンソールのリッド部を生地張りとしてインテリアの質感を向上させた。セキュリティアラームを、従来のドアだけでなくボンネットが不正に開けられた場合も作動するようにするなど、機能を強化した。

2007年6月
日本国内向けワゴン全グレードおよび日本国内向けセダンの1.8 ラリーアート、および2.0 エクシード ナビ、1.5 MXツーリングがそれぞれ廃止。
日本や東南アジアなどでは、ギャランフォルティス発売後も本モデルが継続販売される。法人・フリートユーザーを中心に5ナンバー乗用車の需要があることから、1,500 cc SOHC16バルブエンジン (ネット90馬力) を搭載するセダンの「MX-E」シリーズ (「MX-E ナビ」、「MX-E」「MX-E ビジネスパッケージ」) と、1,800 cc SOHC16バルブ (4G93) LPGエンジンを搭載する教習車仕様の2タイプに整理され、2,000 ccクラス (C／Dセグメントクラス) セダンのギャランフォルティスとの棲み分けを図った。外見上では「MX-E ビジネスパッケージ」以外の「MX-E」もコスト削減のためドアサッシュ部分が車体色と同一になり、全グレードにおけるタコメーターの非装備など装備の簡略化が図られた。なお、同じくコスト削減に伴いステアリングはコルトと同型の3本スポークタイプへ変更され、木目調パネルもほとんど特別装備されなくなるなどこれまで以上にビジネスセダンらしいキャラクターが強調された。
また、ワゴンの輸出用は2008年秋のランサースポーツバック（日本名：ギャランフォルティススポーツバック）の発売まで継続生産されていた。

2008年6月
一部改良。「MX-E ナビ」廃止。シート生地変更。

2010年4月10日
販売台数減少、および大衆向け小型実用セダン市場不振などの理由で車種整理の対象となり、日本国内向けセダンの生産を終了。以降は在庫分のみの販売となる。

2010年5月
日本国内向けランサーセダンのホームページへの掲載終了。

2012年3月30日
最後まで売れ残った流通在庫分の未登録車の登録をすべて完了し、日本国内向けランサーセダンの販売を終了。これによってランサーは6代37年の歴史に幕を下ろし、三菱自動車の日本国内におけるラインナップから5ナンバーサイズのセダンが消滅した。6代目ランサーの総生産台数は124万9785台。後継はギャランフォルティス。
なお、ランサーエボリューションは2016年4月まで、ランサーカーゴ（日産・ADのOEM）は2019年4月まで販売が継続された。
インドネシアのKRMでは2012年まで、ベネズエラのMAVでは2015年まで同モデルが生産された。
- 前期型
ランサーセディア
1.5 SOHC
ECI-MULTI 
MX-E
- 前期型
ランサーセディア
1.5 DOHC GDI
MX-Sリミテッド リヤ
- 前期型 
ランサーセディア
1.8 SE-R リヤ
- 前期型
 ランサーセディアワゴン
ラリーアート リア

- 中期型
 (2003年-2005年)
- 中期型
ランサーワゴン
- 後期型
福島県警察パトカー
- 後期型 リヤ
 (2005年-2010年)
- 後期型
ランサーワゴン

## 7代目 (2007年 - 2020年)
日本版の7代目ランサー (ギャランフォルティス) についてはギャランフォルティスを参照
2005年
相次いでショーモデル「コンセプトスポーツバック」 (フランクフルトモーターショー) および「コンセプトX」 (東京モーターショー) が公開される。
2007年1月
北米国際オートショーで市販モデルが世界初公開された。
- プラットフォームをアウトランダーと共有し、3ナンバーサイズとなる。デザインは欧州および日本のスタジオが担当し、「コンセプトX」の市販車バージョンとして発売。パワートレーンはアルミシリンダーブロックを採用した新開発の4B11 2.0 L DOHC MIVECエンジンに6速マニュアルモード付きCVTを組み合わせた。なお北米向け車種にCVTが搭載されるのは今回が初めてとなる。車内のスイッチでFF (前輪駆動)/4WD-AUTO (四輪駆動)/4WD-LOCK (四輪駆動センターデフロック) の切り替えが可能な電子制御4WDを搭載。
- 北米国際オートショーではエボリューションの先行プロトタイプとなるPrototype-Xも併せて公開された。

2007年3月19日
北米地域より販売開始。
2007年4月26日
三菱自動車は同年秋に発売する新型セダン (北米で発表された新型ランサー) の日本国内仕様の車名を「ギャランフォルティス」 (GALANT FORTIS) にすると発表した。
- 2005年に販売を終了した8代目以来国内では名前が途絶えていた「ギャラン」の名前が約1年半ぶりに復活する[注釈 7]。尚、6代目ランサーおよびランサーカーゴは、ギャランフォルティスが発売された後も併売され、モデル間の住み分けを行っていたが、2010年の6代目ランサーの生産終了に伴い、同社におけるCセグメント及びDセグメントクラスのセダンをカバーする事となる。

2007年8月23日
日本国内でギャランフォルティスが発売。
- ベーシック系の「EXCEED」とスポーティー系の「SPORT」の二つのグレードで販売された。
- エンジンは北米仕様のランサー同様4B11 2.0 L DOHC MIVECエンジンが全グレードに搭載され、ミッションは5速MTが「SPORT」系グレードの2WD車6速マニュアルモード付きCVT、に設定される。

2007年9月15日
台湾で「ランサーフォルティス」として販売開始。台湾仕様車には独自の前後エクステリアが与えられている。エンジンは2.0 L DOHC MIVECエンジンが全車に搭載される。トランスミッションは6速マニュアルモード付きCVTのみの設定となり、マニュアルは設定されていない。

2007年10月1日
ランサーエボリューションX発売。

2007年10月下旬
「SUPER EXCEED」グレードが追加販売される。

2008年1月14日
北米国際オートショーで、2.4 Lの追加設定 (09モデル) および2.0 Lターボ搭載のRALLIARTを発表。RALLIARTは、ランサーエボリューションXのような過激さはないものの、バランスの良い走りを目指した。トランスミッションは、ランサーエボリューションXでも採用された6速デュアルクラッチトランスミッション「Twin Clutch SST」が搭載される。RALLIARTは2008年7月9日に日本国内で販売を開始。

2008年5月3日
台湾にてランサーフォルティスに1.8 Lモデルが追加され、同時に「ランサー・イオ(LANCER iO)」が発売。ランサーフォルティスのスポーティモデルで、90年代後半から販売されていた「ヴィラージュ・イオ」 (VIRAGE iO) の後継車となる。エンジンはランサーフォルティスと同じく4B11 2.0 L DOHC MIVECエンジンが搭載され、主に外装、内装を中心に手を加えられている。ランサー・イオの外装、内装を纏った特別仕様車がギャランフォルティスにも設定された (ただし、先述の1.8 Lモデルのみ)

2008年9月
パリモーターショーにて5ドアハッチバックが「ランサースポーツバック」の車名で世界初公開された。「コンセプトスポーツバック」を市販化したモデルである。また、RALLIARTグレードも同時にデビューした。

2008年12月2日
5ドアハッチバックが日本国内で「ギャランフォルティススポーツバック」として発売開始される。

2010年11月10日
マレーシアのプロトンが、ランサーの姉妹車であるプロトン・インスピラを発売。

2012年2月17日
台湾仕様をマイナーチェンジ。「ランサーiO」についてはフロントならびにリヤを他国スポーツ (ラリーアート) 仕様同様の形状に大幅刷新。

2014年10月
ブラジルでの現地生産を開始。

2015年3月
日本向けモデルであった「ギャランフォルティス」が販売終了。国外向けは7代目ランサーとして引き続き継続販売する。

2015年12月
国外向けをマイナーチェンジ。

2016年2月3日
相川社長が記者会見を行い、三菱・ランサーの自主開発を取り止めすることを明らかにした。

2017年12月20日
三菱自動車が日本国内におけるランサーの生産を終了したことを発表した。

2019年
ブラジルでの現地生産を終了。翌2020年初頭にホームページも削除された。

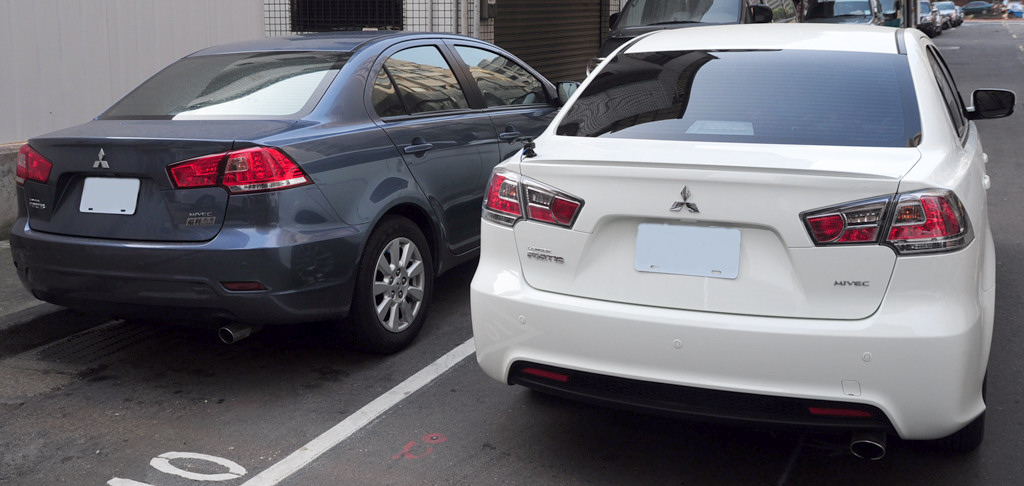
白：ランサーイオ 青：ランサーフォルティス (台湾仕様前期、リア)
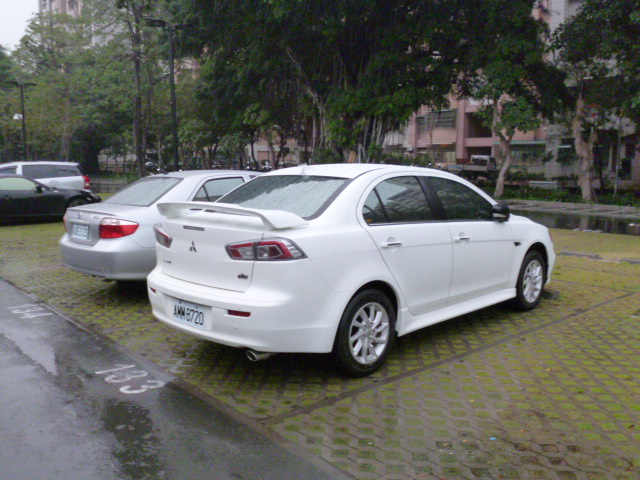
後期型 ランサーイオ リヤ
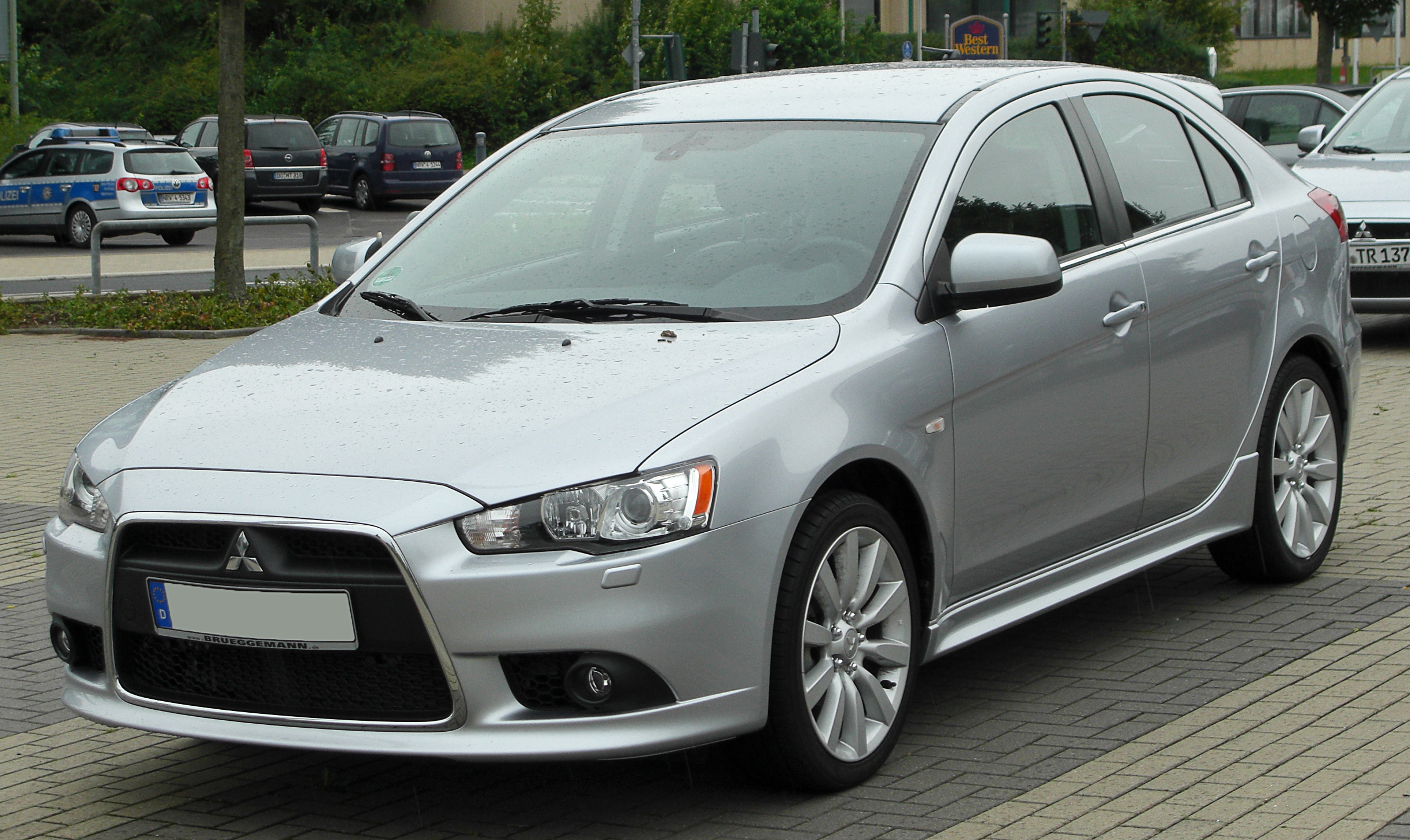
スポーツバック フロント
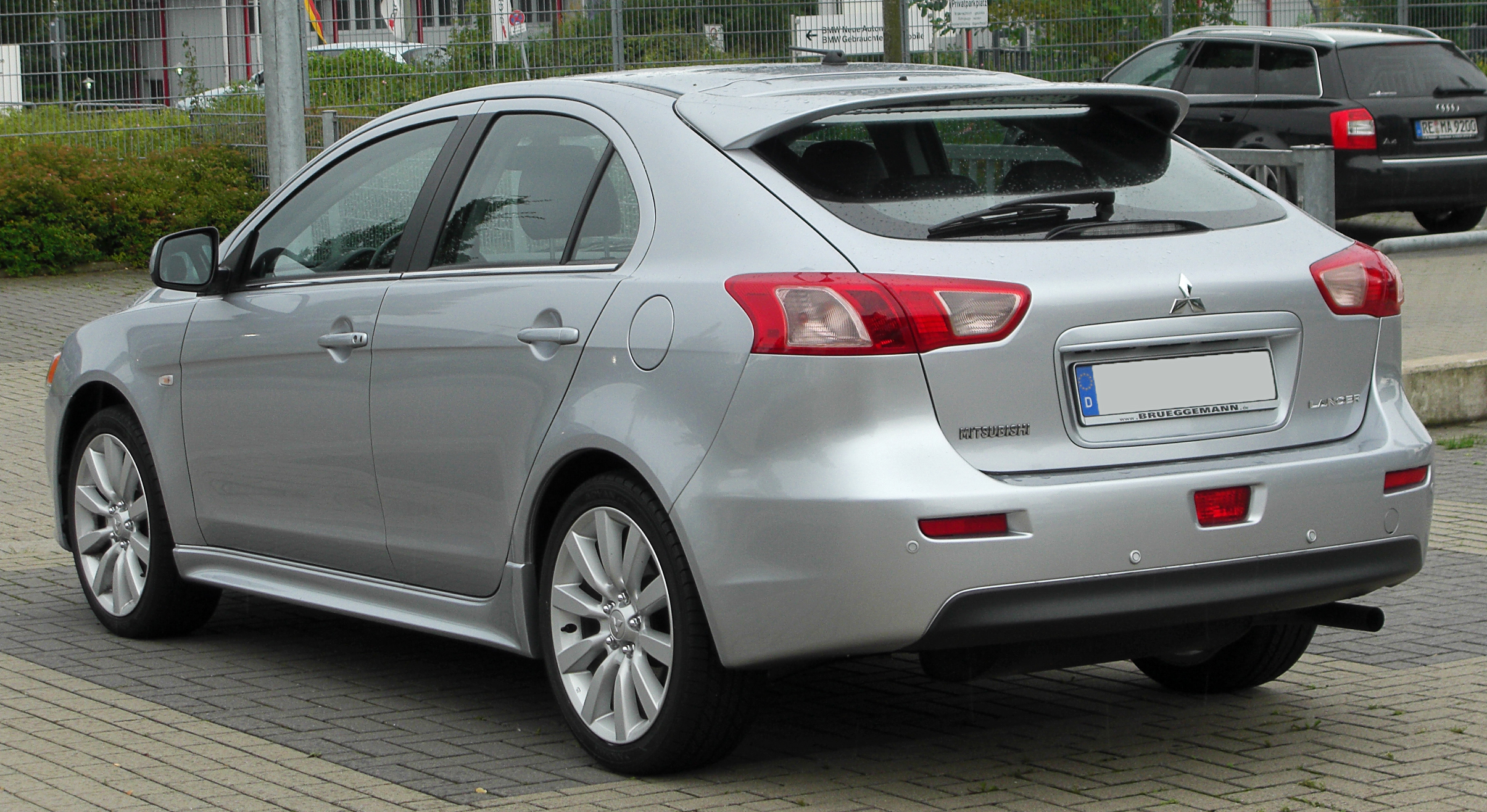
スポーツバック リア

## 8代目 (2017年 - 2024年)
2017年2月14日
台湾市場にて「ランサーフォルティス」と「ランサーイオ」の統合改良版を「グランドランサー」の名で発表。同年4月から発売を開始する。
開発は中華汽車主導で行われた。今後は中華汽車によりランサーシリーズの継続開発、販売が行われる旨、同社より発表され、月販7000台を目指すとされる。
- エクステリアの変更箇所は、フロントを近年の三菱のデザインアイコンである「ダイナミックシールド」を採り入れたグリル・バンパーデザインとし、薄型LEDを前後に採用した高輝度ランプに変更した。さらに、台北ピニンファリーナによる再デザインによりフェンダー、ドア、リヤ周りのプレスすべてを深くエッジを入れた新造形とし、鋼板の意匠を大きく変更するフルモデルチェンジ並みの変貌を遂げている。さらに、18インチアルミホイールも新造形になり、タイヤハウス、トランクルーム防音材や、運転者のブラインドを検知するセンサーなどを追加し、より高級志向としている。
- 内装も一新され、様々な車両情報を表示する10.4インチ縦形タッチモニター「IVY」や8インチタッチナビに対応するセンターコンソール、新規デザインの電子クラスターメーター、高級触感合皮のハンドルやシート (6SRSエアバッグ) などが新採用された。シャシやボディなどの機構面には大きな変更はなく、4ドアセダンに4J10型1.8リットル直列4気筒SOHC16バルブガソリンエンジン、INVECS-III 8速マニュアルモード付CVTが組み合わされる。

2024年3月末
中華汽車は販売低迷からグランドランサーの生産終了を発表した。
これにより、台湾で31年、ランサーとして51年の歴史に幕を閉じた。

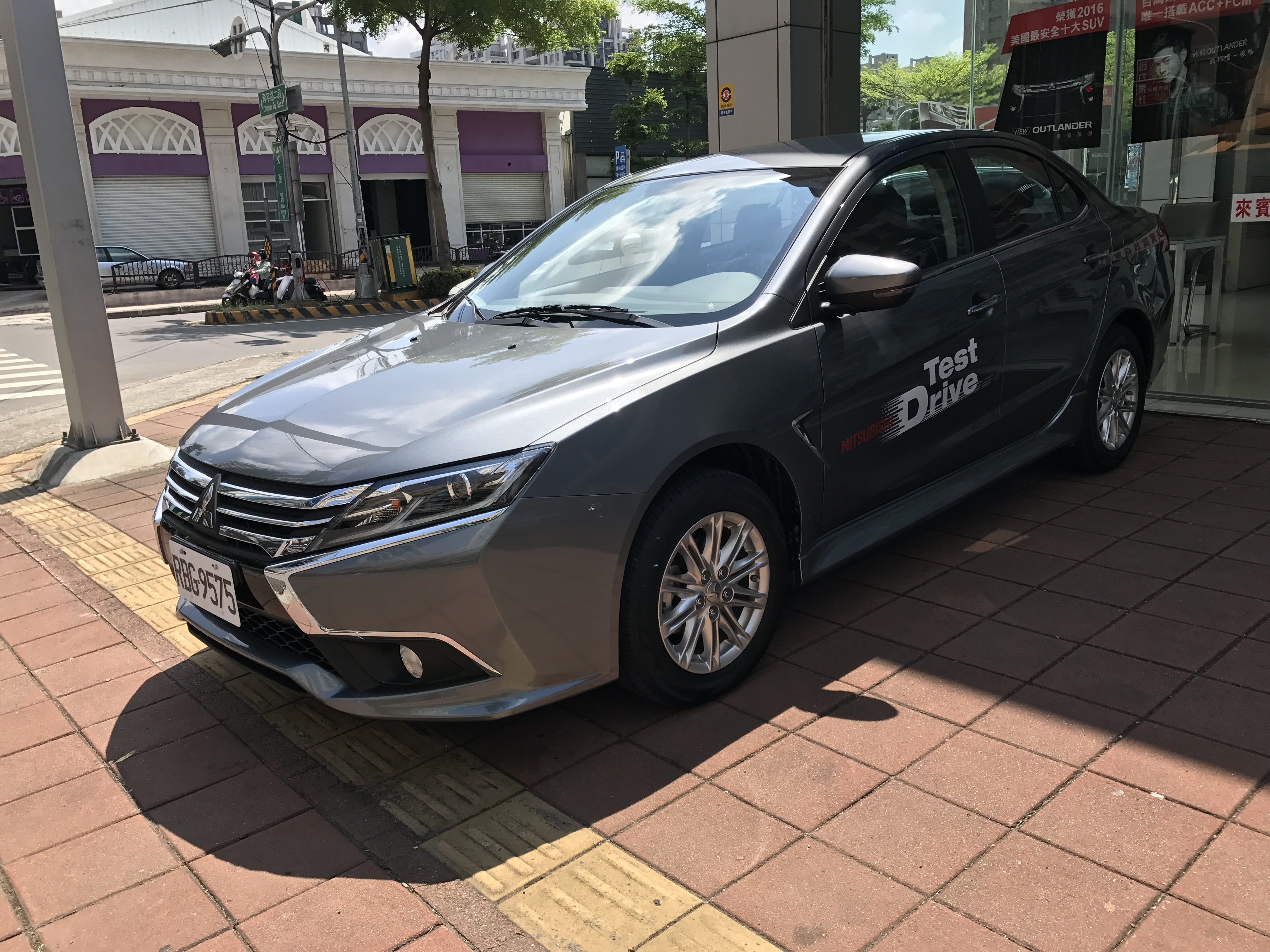
台湾仕様 グランドランサー フロント
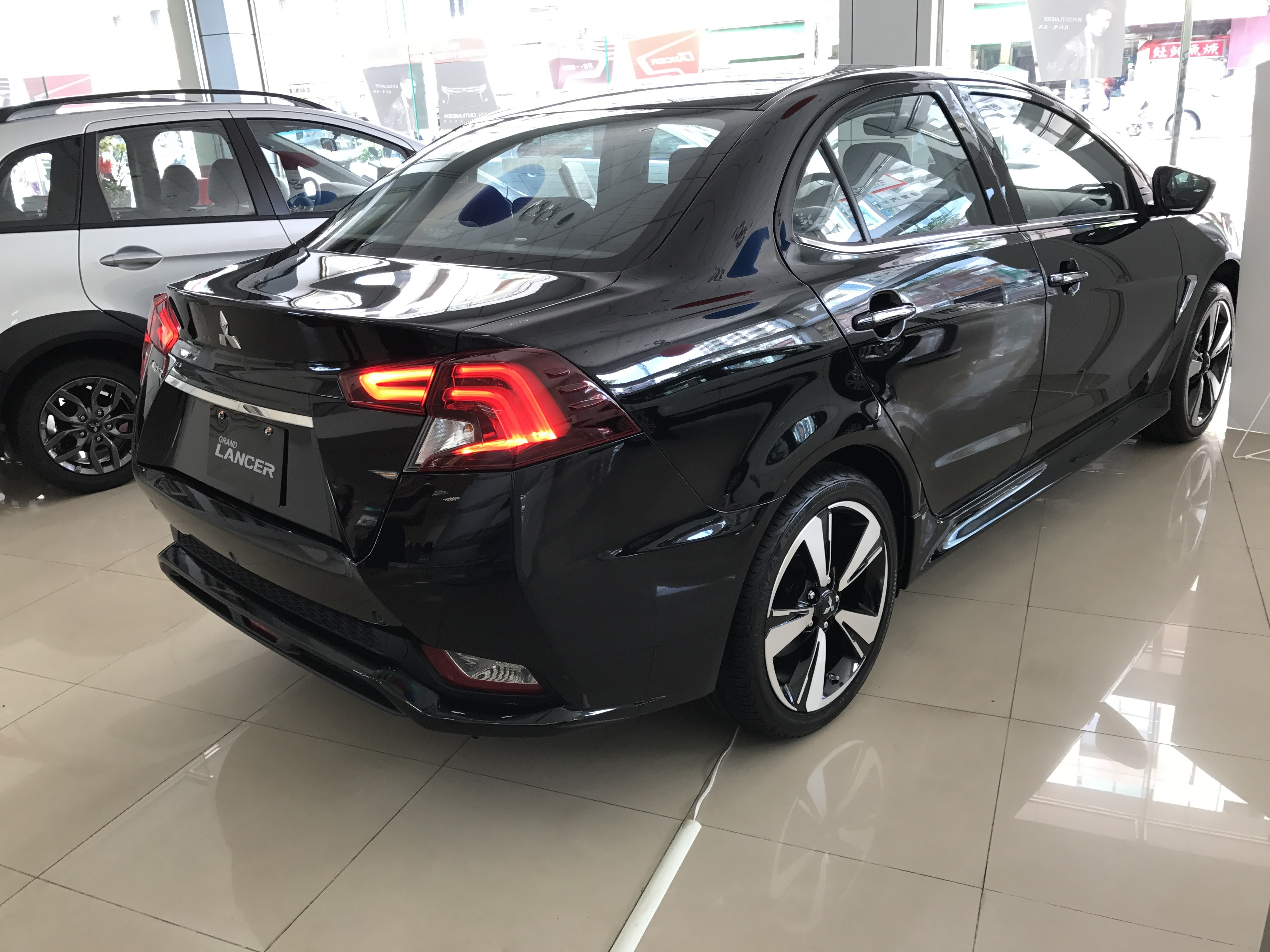
台湾仕様 グランドランサー リヤ

## 車名の由来
「LANCER」は、英語で「槍騎兵」を意味する。
2代目と7代目のサブネーム「EX」は、英語で「超越」などを意味する「EXCEED」の略語。
2代目のFF版として登場したモデルのサブネーム「FIORE」は、イタリア語で花を意味する。
6代目のサブネーム「CEDIA」は、「CENTULY」と「DIAMOND」の二つの語を組み合わせた造語。
7代目のサブネーム「FORTIS」は、ラテン語で「勇壮な」「勇敢な」などを意味する。 
7代目のサブネーム「iO」は、イタリア語で「私」「僕」などを意味する。 
8代目のサブネーム「GRAND」は、英語で「雄大な」「壮大な」などを意味する。